# Caspar David Friedrich
Caspar David Friedrich (5. září 1774, Greifswald – 7. května 1840, Drážďany) byl německý malíř a kreslíř, přední představitel krajinomalby německého romantismu, obecně považovaný za nejvýznamnějšího německého umělce své generace. Nejvíce se proslavil svými alegorickými krajinami, které obvykle zobrazují zamyšlené postavy se siluetami na pozadí noční oblohy, ranních mlh, pustých stromů nebo gotických zřícenin. Jeho hlavním zájmem byla reflexe přírody a jeho často symbolická a antiklasicistní díla se snaží vyjádřit subjektivní, emocionální reakci na svět přírody. Pro Friedrichovy obrazy je charakteristické, že uprostřed rozlehlých krajin zasazují lidskou přítomnost do zmenšené perspektivy.
Friedrich se narodil ve městě Greifswald u Baltského moře v tehdejším švédském Pomořansku. Do roku 1798 studoval v Kodani, poté se usadil v Drážďanech. Dospěl v době, kdy v celé Evropě rostlo rozčarování z materialistické společnosti, což vedlo k novému ocenění spirituality, přehodnocení světa přírody a snaze zobrazovat přírodu v kontrastu s lidskou civilizací.
Friedrich se dočkal uznání již na počátku své kariéry. Jeho dílo nicméně v pozdějších letech upadalo v nemilost a zemřel v zapomnění. Počátek 20. století přinesl obnovený zájem o jeho umění, který začal v roce 1906 výstavou jeho obrazů v Berlíně. S nástupem nacismu na počátku třicátých let 20. století popularita Friedrichova díla opět vzrostla. Následoval však prudký pokles, neboť jeho obrazy byly zcela neopodstatněně spojovány s německým nacionalismem. Koncem sedmdesátých let 20. století získal Friedrich opět pověst jednoho z největších německých a evropských umělců a malíře mezinárodního významu.

## Život
Narodil se v severoněmeckém Greifswaldu jako šesté dítě mydláře Adolfa Gottlieba Friedricha a jeho manželky Žofie Doroty. Greifswald byl malé přístavní město s vlastní univerzitou na pobřeží Baltského moře, které bylo v té době součástí Švédska. Od dětství se musel vyrovnávat se smrtí svých blízkých: v roce 1781 mu zemřela matka, o rok později sestra Alžběta, v roce 1791 další sestra Marie. Trvale ho ovlivnil zážitek z roku 1787. Společně s bratry se klouzal po zamrzlém moři. Prolomil se pod ním led a jeho bratr Christoffer se během jeho záchrany sám utopil.
Okolo roku 1790 Friedrich začal brát hodiny u místního učitele kreslení na univerzitě Gottfrieda Quistorpa. Ten rozpoznal Friedrichův talent a dopomohl mu ke stipendiu na Královské akademii umění v Kodani. Pod vedením hlavního představitele dánského klasicismu Nicolaie Abilgaarda a dále Jense Juela a Christiana Augusta Lorentzena se zde vzdělával v letech 1794–1798. Po ukončení studií se nakrátko vrátil do rodného Greifswaldu, kde navázal přátelství s básníkem Ernstem Moritzem Arndtem. Ještě v říjnu 1798 ale přesídlil do Drážďan, kde se zapsal na akademii. Lákaly ho zde hlavně umělecké sbírky místních kurfiřtů, na kulturní události bohatý život v saské metropoli a okolní příroda. Rok nato se několika kresbami krajin zúčastnil výstavy pořádané drážďanskou akademií. Na jaře 1801 odejel přes Neubrandenburg do Greifswaldu, odkud podnikal cesty po Rujáně. Zde ho navštívil malíř Philipp Otto Runge, který rovněž studoval na drážďanské akademii a od něhož Friedrich čerpal důležité podněty pro vlastní tvorbu. V létě 1802 podnikl druhou cestu po Rujáně. Na popud J. W. Goetha se dvěma kresbami zúčastnil soutěže vypsané výmarským kroužkem umění; dělil se zde o první místo. O rok později o něm Goethe napsal článek do časopisu Jenaische Allgemeine Literaturzeitung. Roku 1806 podnikl Friedrich svou třetí cestu na Rujánu. Od roku 1808 se účastnil schůzek kroužku pokrokových malířů a literátů, kteří sdíleli protifrancouzské postoje a nacionálně-liberální ideologii. V té době se spřátelil s dramatikem Heinrichem von Kleistem. První autorské čtení Kleistova dramatu Hermannsschlacht, podporujícího německé národní uvědomění, se mělo uskutečnit právě ve Friedrichově ateliéru. Roku 1810 publikoval von Kleist v časopise Berliner Abendblätter slavný esej „Rozjímání před Friedrichovou mořskou krajinou“.

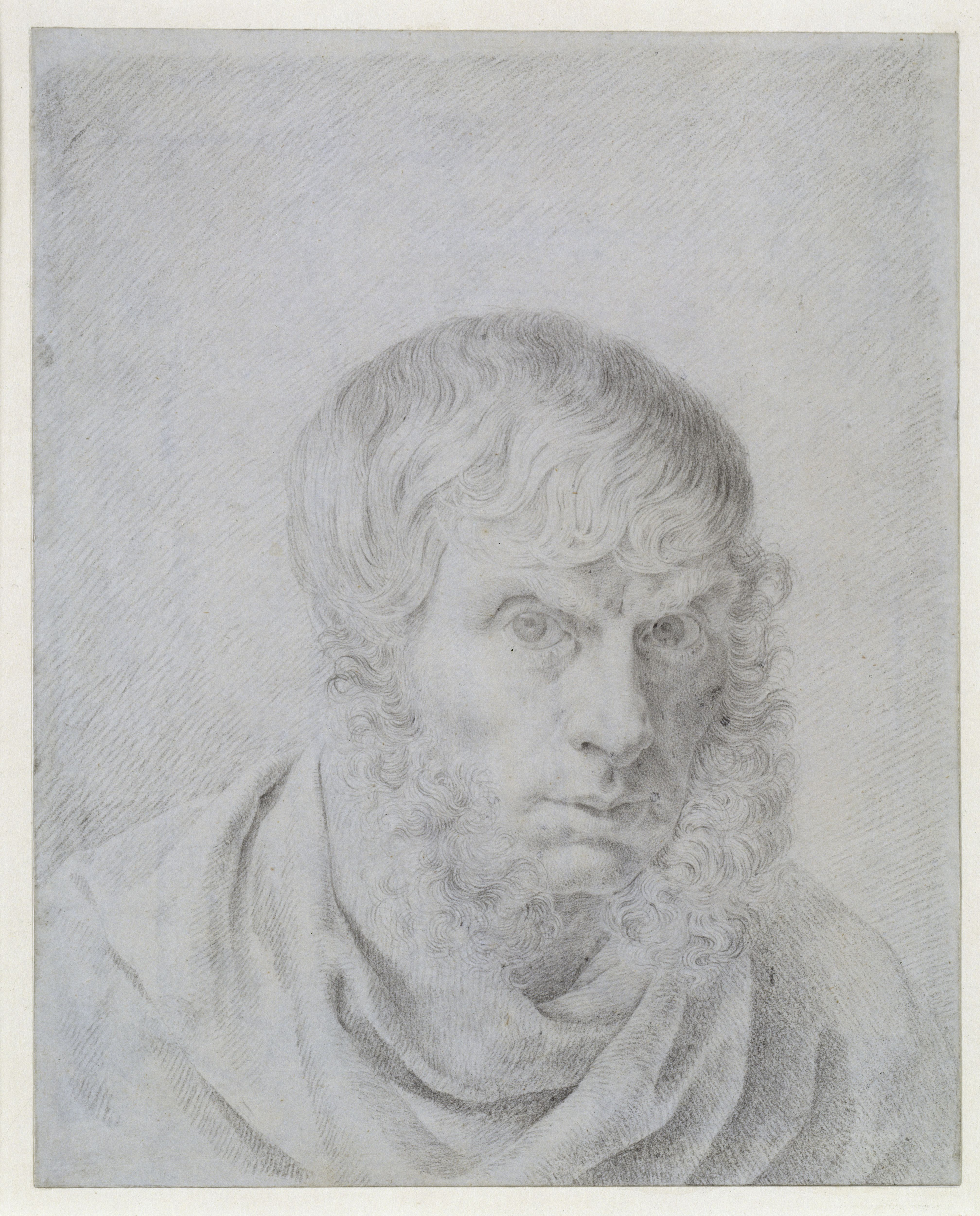
Caspar David Friedrich, autoportrét, křída na papíře, 1810

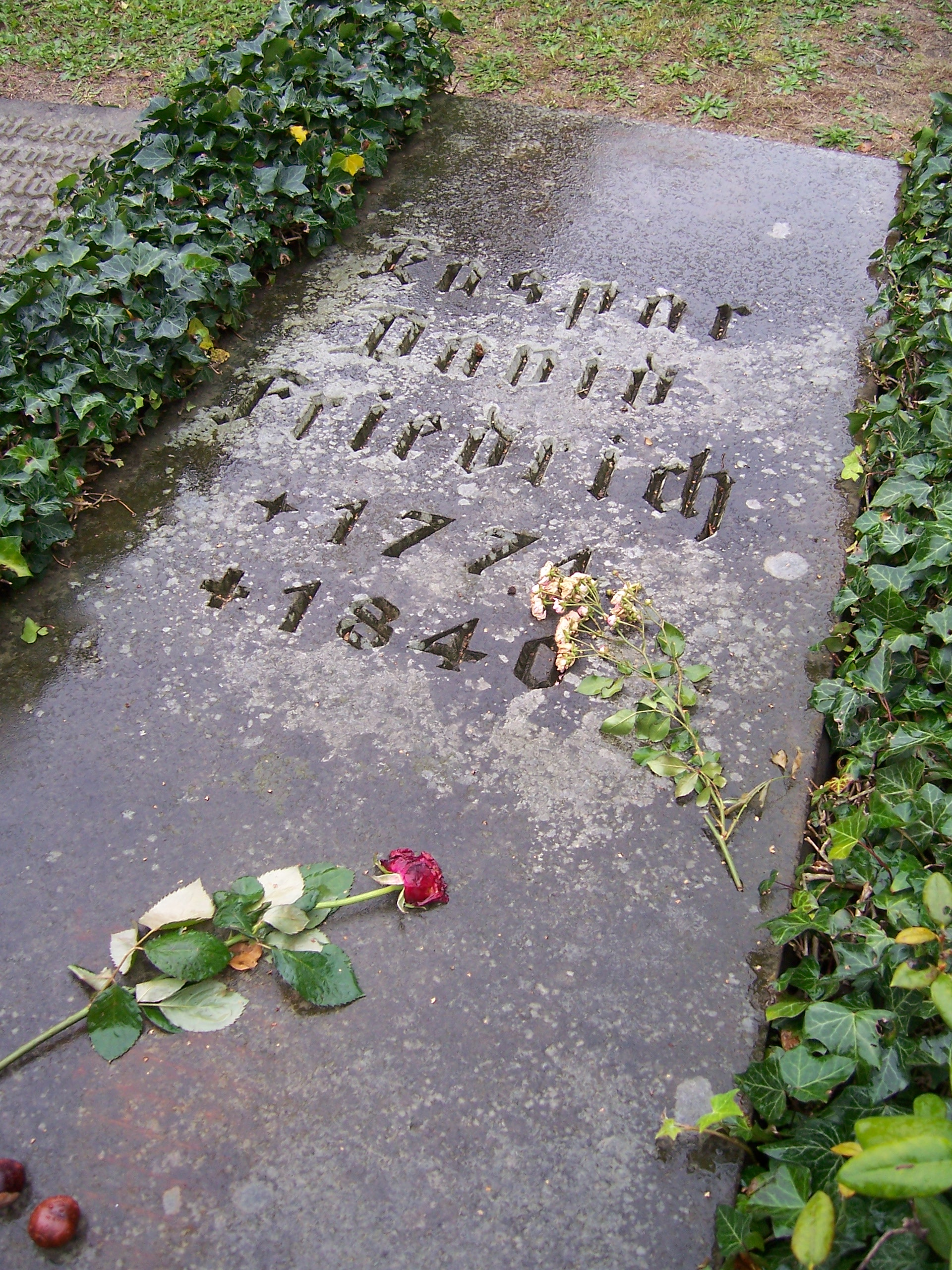
Malířův hrob na hřbitově Nejsvětější Trojice v Drážďanech (Trinitatisfriedhof, Dresden).

Rok 1810 byl klíčový pro přijetí jeho díla, když obrazy Opatství v Eichwaldu a Mnich na břehu moře zakoupil pruský král Fridrich Vilém III. V souvislosti s tím byl Friedrich jmenován členem Pruské akademie věd. V témže roce ho znovu navštívil Goethe. Na výstavě, uspořádané při příležitosti osvobození Drážďan od Napoleona v roce 1814, se Friedrich podílel obrazem Francouzský voják (chasseur) v lese. Roku 1816 se stal členem Drážďanské akademie, což mu přineslo stálý příjem ve výši 150 tolarů. To ho přivedlo k úvahám o založení rodiny. V roce 1818 se skutečně oženil s Caroline Bommer z Drážďan. Jeho žena byla o 19 let mladší než on, na mnoha jeho obrazech se objevuje jako postava portrétovaná zezadu. V rozmezí let 1819–1824 se jim narodily tři děti. Syn Adolf se časem prosadil jako malíř zvířat.
Několik Friedrichových obrazů vlastní Ermitáž v Petrohradu. Základem této sbírky jsou dva obrazy: Na plachetnici a Noc v přístavu (sestry), které v roce 1820 při osobní návštěvě ve Friedrichově ateliéru v Drážďanech zakoupil velkokníže Mikuláš Pavlovič, pozdější ruský car Mikuláš I. Další Friedrichovy obrazy do Ruska zakoupil básník a politik V. A. Žukovský. Roku 1823 se do domu na adrese U Labe 33, kde Friedrich bydlel, nastěhoval jeho dlouholetý přítel, norský malíř Johan Christian Dahl. Jejich přátelství bylo plodné i po umělecké stránce, v rozmezí let 1824–1833 společně čtyřikrát vystavovali. Když se v roce 1824 uprázdnilo místo profesora krajinomalby na Drážďanské akademii, ucházel se Friedrich o jeho získání. Zřejmě kvůli svému demokratickému smýšlení ho však neobdržel.
Roku 1826 se zhoršil Friedrichův zdravotní stav. V důsledku toho musel zanechat olejomalby a koncentrovat se na kresbu, což mu způsobilo finanční problémy. Léčil se v Greifswaldu a na Rujáně. V březnu 1830 jej navštívil pruský korunní princ Fridrich Vilém. To už se u něj projevovaly známky duševní nemoci. Malíř se uzavíral do sebe, trpěl chorobnou, neodůvodněnou žárlivostí vůči své manželce, propadal záchvatům melancholie a návalům zloby vůči rodině. Tyto stavy popsal jeho přítel, malíř a psycholog Carl Gustav Carus. Roku 1834 Friedricha navštívil francouzský sochař Pierre Jean David d’Angers a vzdal hold jeho průkopnickému dílu. V roce 1835 dostal malíř záchvat mozkové mrtvice a ochrnul na pravou ruku. To znamenalo konec umělecké tvorby. Prodej několika obrazů carovi Mikuláši I. mu umožnil pobyt v lázních. Když jej ale roku 1836 navštívil Wilhelm von Kügelgen, syn jeho v roce 1820 zavražděného přítele, malíře Gerharda von Kügelgena, shledal jeho zdravotní stav žalostným.
Caspar David Friedrich zemřel 7. května 1840, pohřben byl o tři dny později na hřbitově „Nejsvětější Trojice“ v Drážďanech (Trinitatis-Friedhof).

## Caspar David Friedrich a Čechy

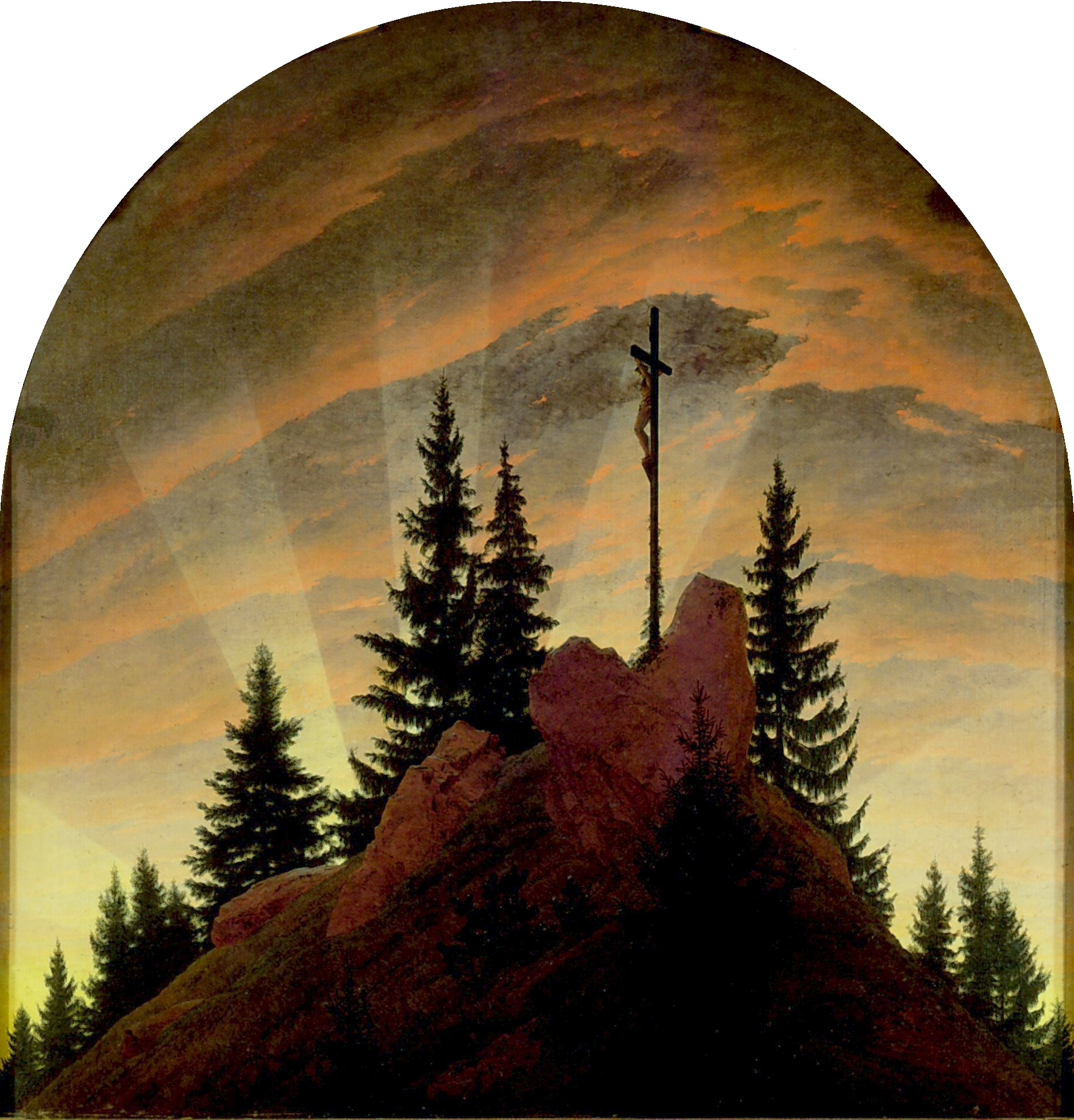
Kříž v horách (Děčínský oltář), 1807/1808

Friedrichovy vazby na Čechy byly dány třemi důvody: blízkostí Drážďan, kde žil, k českým hranicím; českou přírodou, zejména horami, které tvořily jeho oblíbený námět; existencí vyhlášených lázní Teplice. Za první Friedrichovu cestu do Čech bývá v literatuře považované putování po severních Čechách v roce 1807. V drážďanské galerii je však uložena kresba sépií z roku 1803, označená jako Česká krajina s mostem a kaplí. Pokud skutečně vznikla v Čechách, posunovalo by to první Friedrichovu cestu do Čech o čtyři roky. Na cestě po severu Čech roku 1807 přišel Friedrich do kontaktu s hrabětem Františkem Antonínem Thun-Hohensteinem, který si u něj objednal pro zámeckou kapli v Děčíně oltářní obraz. Kříž v horách, nazývaný také Děčínský oltář, se stal jeho prvním známým a zároveň také kontroverzním obrazem. Roku 1808 pruský komoří a přísný zastánce klasicismu Friedrich Wilhelm Basilicus von Ramdohr vyvolal svou veřejnou kritikou vášnivou debatu o tomto uměleckém díle a zásadní diskusi o romantickém umění, která přispěla k malířově slávě. V červenci 1810 se vydal Friedrich opět do Čech. V doprovodu přítele, malíře Georga Friedricha Kerstinga podnikl výlet do Krkonoš. Během cesty si pořizoval skici. Krajinné motivy Českého středohoří a Krkonoš využil v několika svých obrazech, například:
- Ráno v Krkonoších, 1810–1811, 108×170 cm, Staatliche Schlösser und Gärten, Berlín
- Česká krajina, 1810–1811, 70×104,5 cm, Staatsgalerie Stuttgart (Obraz byl majetkem objednatele Děčínského oltáře hraběte Františka Antonína Thuna-Hohensteina. V pozadí kopce Milešovka a Kletečná)
- Česká krajina s Milešovkou, kolem 1810, 71×104 cm, Staatliche Kunstsammlung Dresden, Galerie Neue Meister, Drážďany
- Poutník nad mořem mlhy, kolem 1818, 98,4×74,8 cm, Kunsthalle Hamburg (silueta Růžového vrchu - Rosenberg)
- Krkonošská krajina v mlze, 1819–1820, 54,9×70,4 cm, Bayerische Staatsgemäldesammlungen, Neue Pinakotek, Mnichov
- Pohled na Balt, kolem 1820–1825, 34,5×44 cm, Museum Kunstpalast, Düsseldorf (použity motivy Tříkřížového vrchu u Litoměřic a hradu Košťálova)
- Krkonoše, před 1835, 72×102 cm, Nationalgalerie, Staatliche Museen zu Berlin – Preussischer Kulturbesitz, Berlín
- Vzpomínky na Krkonoše, před 1835, 73,5×102,5 cm, Ermitáž, Petrohrad
- Krkonošská krajina, před 1835, 72×102 cm, Národní muzeum, Oslo
- Severní moře v měsíčním svitu, 1823–1824, 31×22 cm, Národní galerie v Praze

Pro hluboce nábožensky založeného Friedricha byla krajina otiskem Božím. Jeho obrazy proto nikdy nejsou doslovnými popisy spatřeného, nýbrž transformací reality v malířově mysli. Proto se například mohou objevit motivy Českého středohoří na obrazu Baltského moře. Krkonoše se Friedrichovi vryly zvláště hluboko do mysli. V poslední fázi své tvorby před rokem 1835 jim věnoval několik obrazů.
Jsou doloženy dva Friedrichovy pobyty v lázních Teplice v letech 1828 a 1835, pokaždé v souvislosti s léčbou závažného onemocnění. Druhý pobyt na konci léta 1835 umožnil ruský car Mikuláš I., který zakoupil několik jeho obrazů. Národní galerie v Praze vlastní Friedrichův obraz Severní moře v měsíčním svitu, vzniklý mezi roky 1823 a 1824.

## Dílo
Když Friedrich umíral, bylo jeho dílo takřka zapomenuto. Až norský historik umění Andreas Aubert v monografii o J. C. Dahlovi z roku 1893 opět Friedrichovo dílo připomněl. V Německu došlo ke znovuobjevení Friedricha na berlínské výstavě z roku 1906, na které bylo představeno umění z let 1775–1875. Friedrich zde byl zastoupený 32 obrazy.
Friedrich byl od samého počátku krajinář. Spiritualizovaná příroda – dílo Boží – byla hlavním námětem jeho tvorby. Jeho postulátem bylo ztotožnění umělce s přírodou. Friedrich přírodu miloval: jednou zakoupil kus půdy, aby zabránil pokácení vrb, které na něm rostly. V jeho krajinách se často objevují velikostně poddimenzované, osamocené lidské postavy. Friedrich tím vyjadřuje nicotnost člověka vůči silám přírody. V jeho obrazech se vyskytují zříceniny gotických kostelů a opatství, rozeklané štíty hor, nekonečné moře – vše to jsou výrazové prostředky romantismu jak v malířství, tak v literatuře.
Své první obrazy kreslil Friedrich od roku 1800 sépiovým inkoustem. V průběhu let svou techniku, při níž vznikaly motivy pouze postupným zesvětlováním, dovedl k dokonalosti. Měl vynikající cit pro proporce a úhly a díky tomu vytvářel přírodní motivy magické krásy, ale i temné melancholie. Od roku 1807 se stále více věnoval olejomalbě.

## Vybrané obrazy

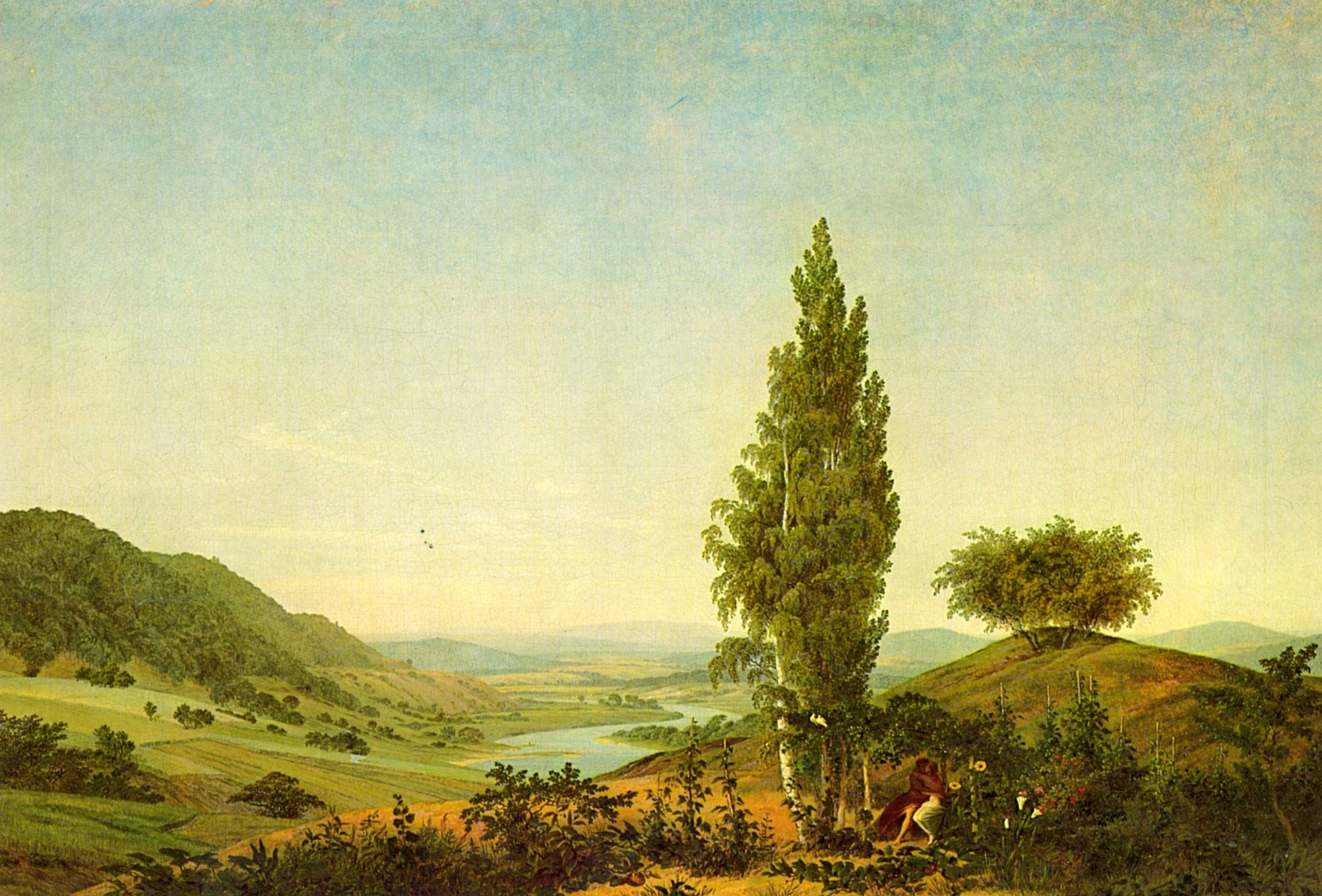
Léto

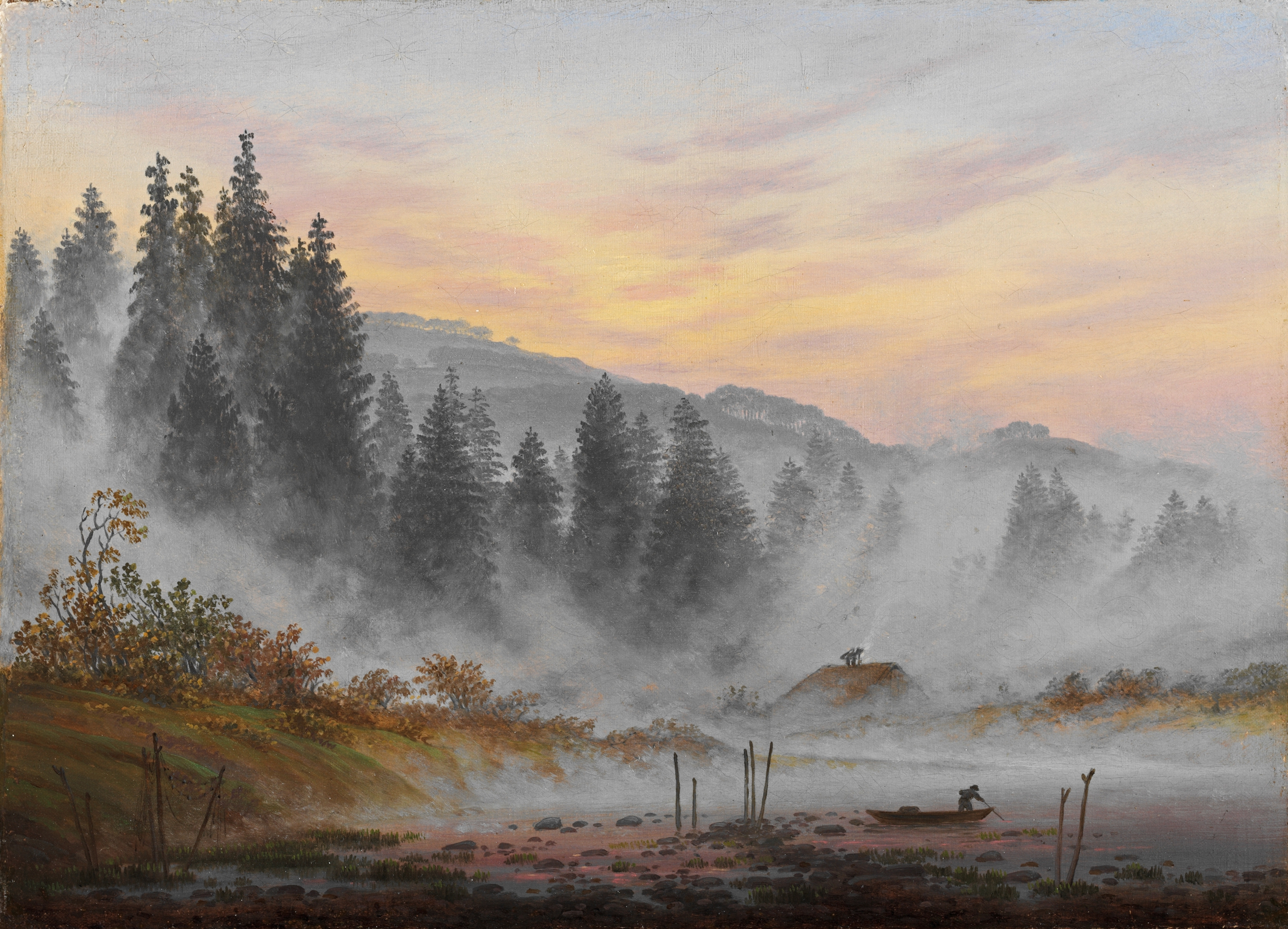
Ráno

- Léto, 1807, 71,4×103,6 cm, Bayerische Staatsgemäldesammlungen, Neue Pinakotek, Mnichov. Původně chtěl Friedrich namalovat všechna čtyři roční období, vzniklo ale jen Léto a Zima, ta ale v roce 1931 shořela v Mnichově. Obraz znázorňuje pro Friedricha poněkud netypickou idylickou scenérii. V prvním plánu je objímající se milenecký pár, za ním se rozprostírá krajina pozemského ráje.

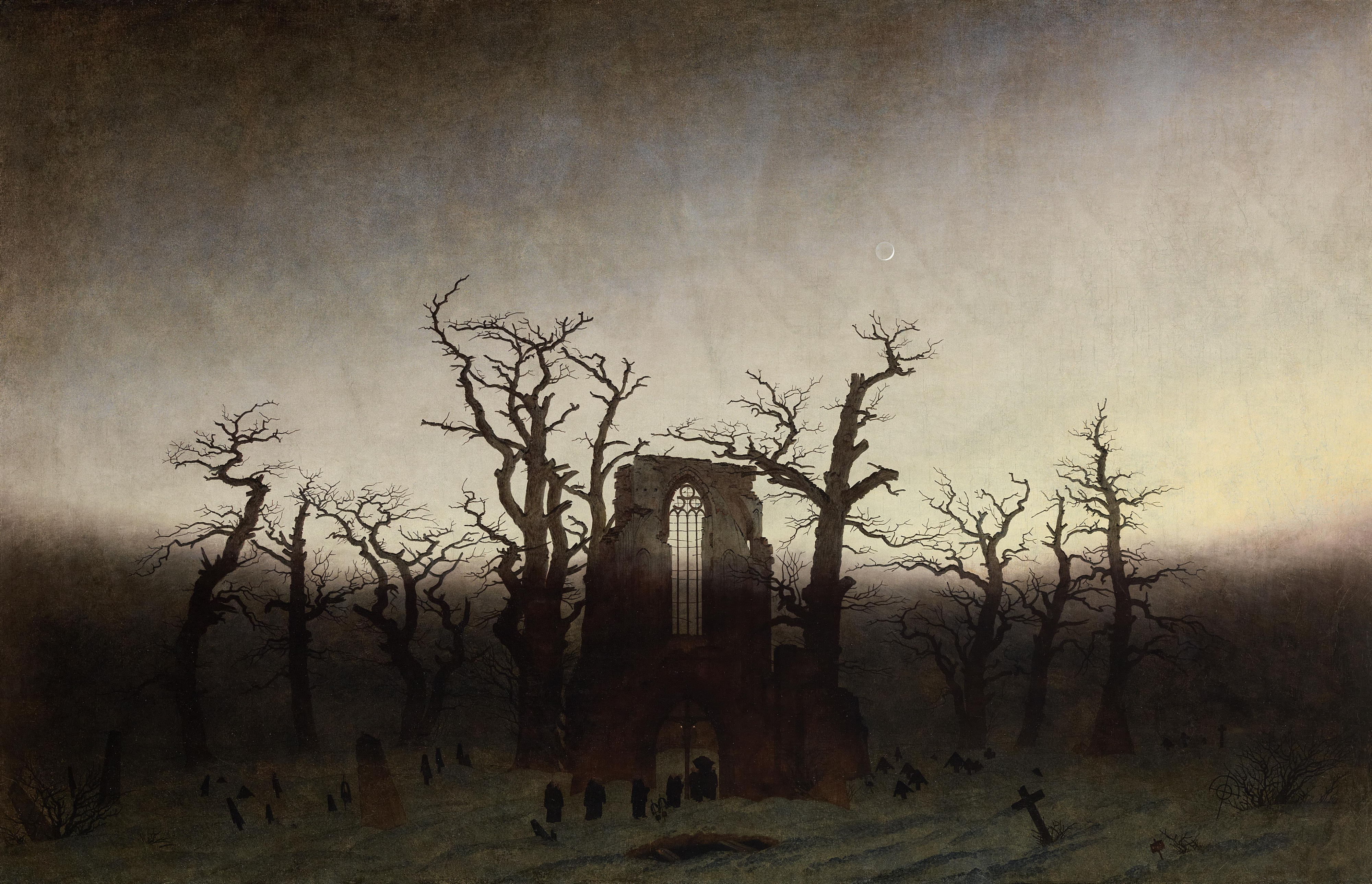
Opatství v Eichwaldu

- Opatství v EichwalduOpatství v Eichwaldu, 1808–1810, 110,4×171 cm, Nationalgalerie, Staatliche Museen zu Berlin – Preussischer Kulturbesitz, Berlín. Obraz zakoupil pruský král Fridrich Vilém III. Vzor pro gotickou zříceninu představuje klášter Eldena u Friedrichova rodného Greifswaldu. Průvod mnichů se podél otevřeného hrobu blíží ke kostelnímu portálu, v němž stojí dvěma světly osvícený krucifix. Mříž v okně ruiny a pokroucené dubové větve oddělují svět živých od nadpozemského světa na horizontu, ozářeného vycházejícím (nebo zapadajícím) sluncem.
- Mnich u moře, 1808–1810, 110 x 172 cm, Nationalgalerie, Staatliche Museen zu Berlin – Preussischer Kulturbesitz, Berlín. Obraz patří mezi nejznámější díla romantického umění, které zaujme svou sugestivní atmosférou a zobrazením přírody ve spojení s lidskou existencí. Zachycuje postavu mnicha na rozlehlém a plochém mořském pobřeží. Výběr barev ve stříbrných, šedých a modrých odstínech přispívá k obrazu chladné a klidné atmosféry a vyvolává pocit melancholie, osamění a metafyzického zamyšlení. Dílo zakoupil pruský král Fridrich Vilém III. a přinesl autorovi finanční úspěch i slávu, neboť se mu tím dostalo uznání z nejvyšších míst a byl přijat za člena berlínské Akademie.[19]
- Válečný pomník s barevnými vlajkami, 1814–1815, 55,2×43,3 cm, Städtische Kunsthalle, Mannheim. Kromě malování se Friedrich v době napoleonských válek zabýval také návrhy památníků padlých v osvobozovací válce proti Francouzům. Stylově lze tyto práce zařadit do romantického klasicismu. Některé náhrobky vzniklé podle jeho návrhů jsou na drážďanských hřbitovech doposud.[20]Poutník nad mořem mlhy

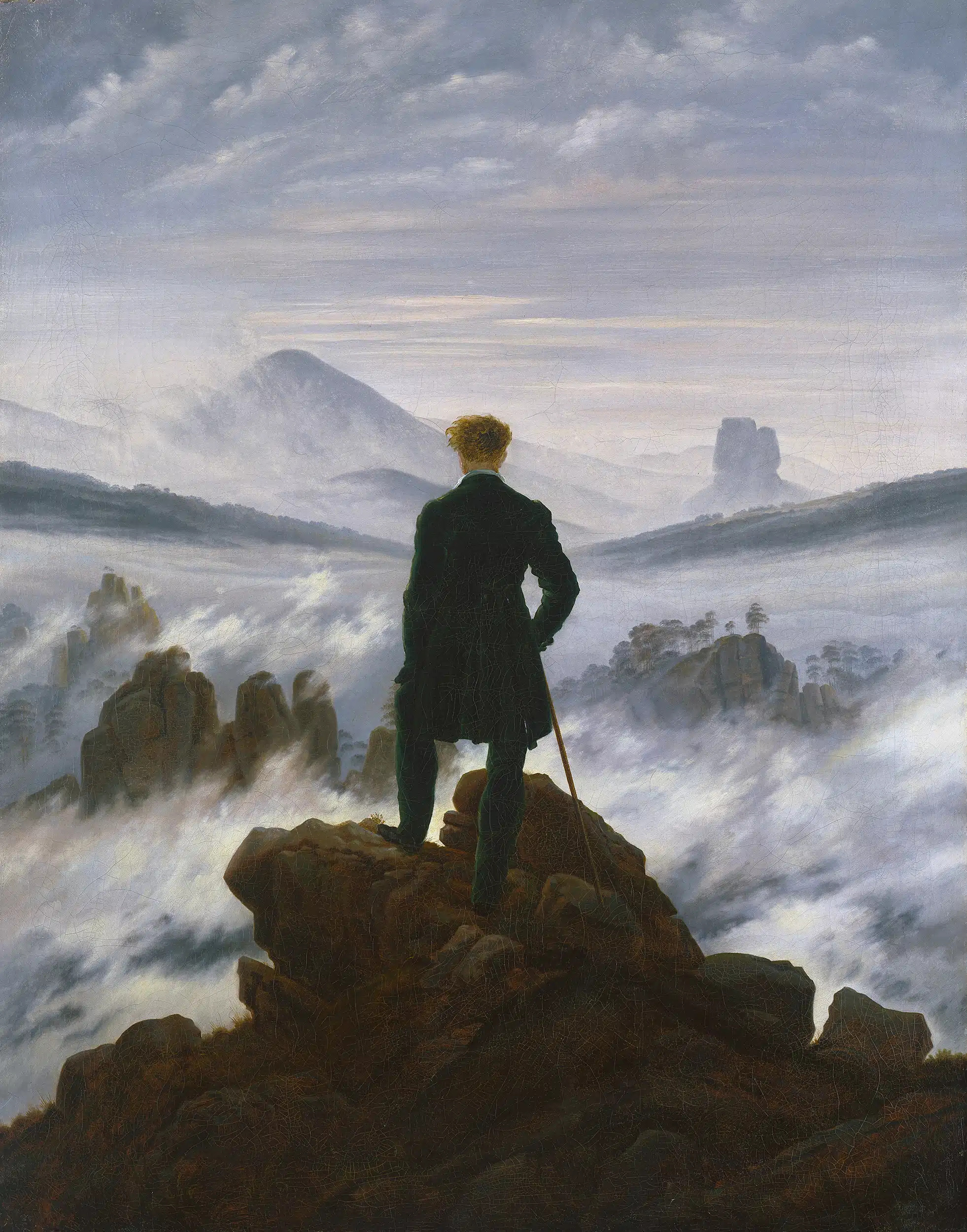
Poutník nad mořem mlhy

- Poutník nad mořem mlhy, 1818, malba nezobrazuje jenom přírodu, ale spíše osobu, která přírodu pozoruje, a tematizuje tak samotné „vidění“ a vztah člověka k přírodě.
- Křídové útesy na Rujáně, 1818, 90,5×71 cm, Museum Oskar Reinhart, Winterthur. Dílo představuje další z prací, do níž autor umístil postavy, kterým není vidět do tváře.

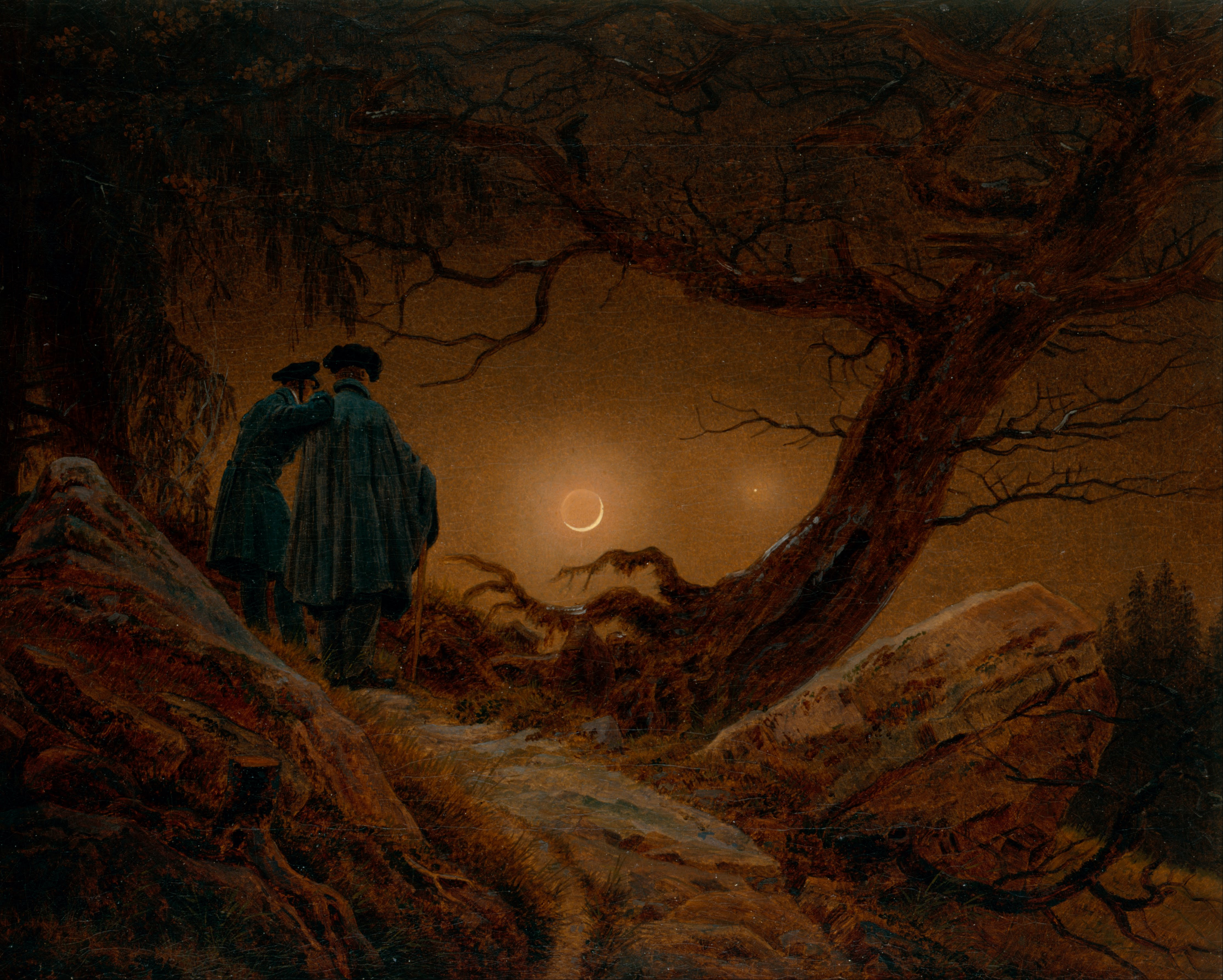
Dva muži pozorující měsíc

- Dva muži pozorující měsícDva muži pozorující měsíc, 1819–1820, 35×44 cm, Staatliche Kunstsammlung Dresden, Galerie Neue Meister, Drážďany. Až na výjimky Friedrich své obrazy nesignoval ani nedatoval. Datace je obrazům připisována na základě písemných pramenů a slohového rozboru. Motiv přátelství a lásky začal malíř rozvíjet až po své svatbě. Dvě postavy ze zadního pohledu, pozorující přírodní jevy, zobrazil několikrát. Asi o pět let později vytvořil pendant k tomuto obrazu, na němž identickou scenérii pozoruje se svou ženou.
- RánoRáno, 1820–1821, 22×30,5 cm, Hannover, Niedersächsisches Landesmuseum. Romantické malířství se často v vyjadřovalo prostřednictvím cyklů: ročních nebo denních dob. Kolem roku 1820 namaloval Friedrich pro halberstadtského sběratele Wilhelma Körteho cyklus čtyř denních dob: Ráno, Poledne, Odpoledne a Večer. Motivicky jsou založené na jeho poutích po Harzu. Na takto pojatém cyklu mohl malíř zobrazit různé denní světelné podmínky. Friedrichovo Ráno předvádí probuzení přírody plné naděje: Mlha se zvedá, pouta noci jsou přetržena, lidé se pozvolna pouštějí do práce.

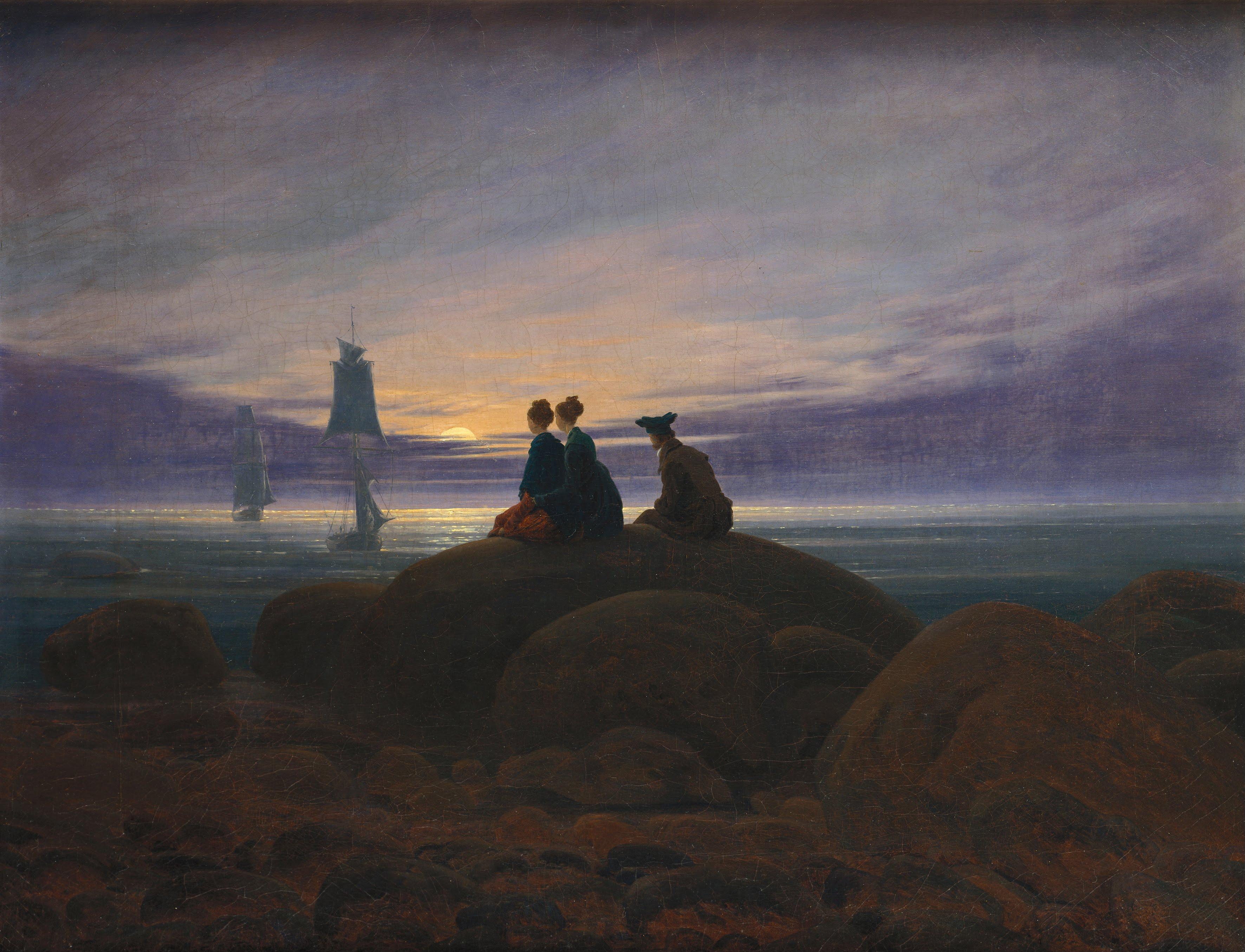
Východ měsíce u moře

- Východ měsíce u mořeVýchod měsíce u moře, kolem 1822, 55×71 cm, Nationalgalerie, Staatliche Museen zu Berlin – Preussischer Kulturbesitz, Berlín. Moře ozářené měsíčním světlem maloval Friedrich opakovaně. Na nekonečné vodní ploše se odráží záře noční oblohy, čímž se definuje jednota Univerza. Stafáž je k divákovi opět – pro Friedricha charakteristicky – otočena zády. Obraz je variací o rok staršího Friedrichova díla, vystaveného v petrohradské Ermitáži.

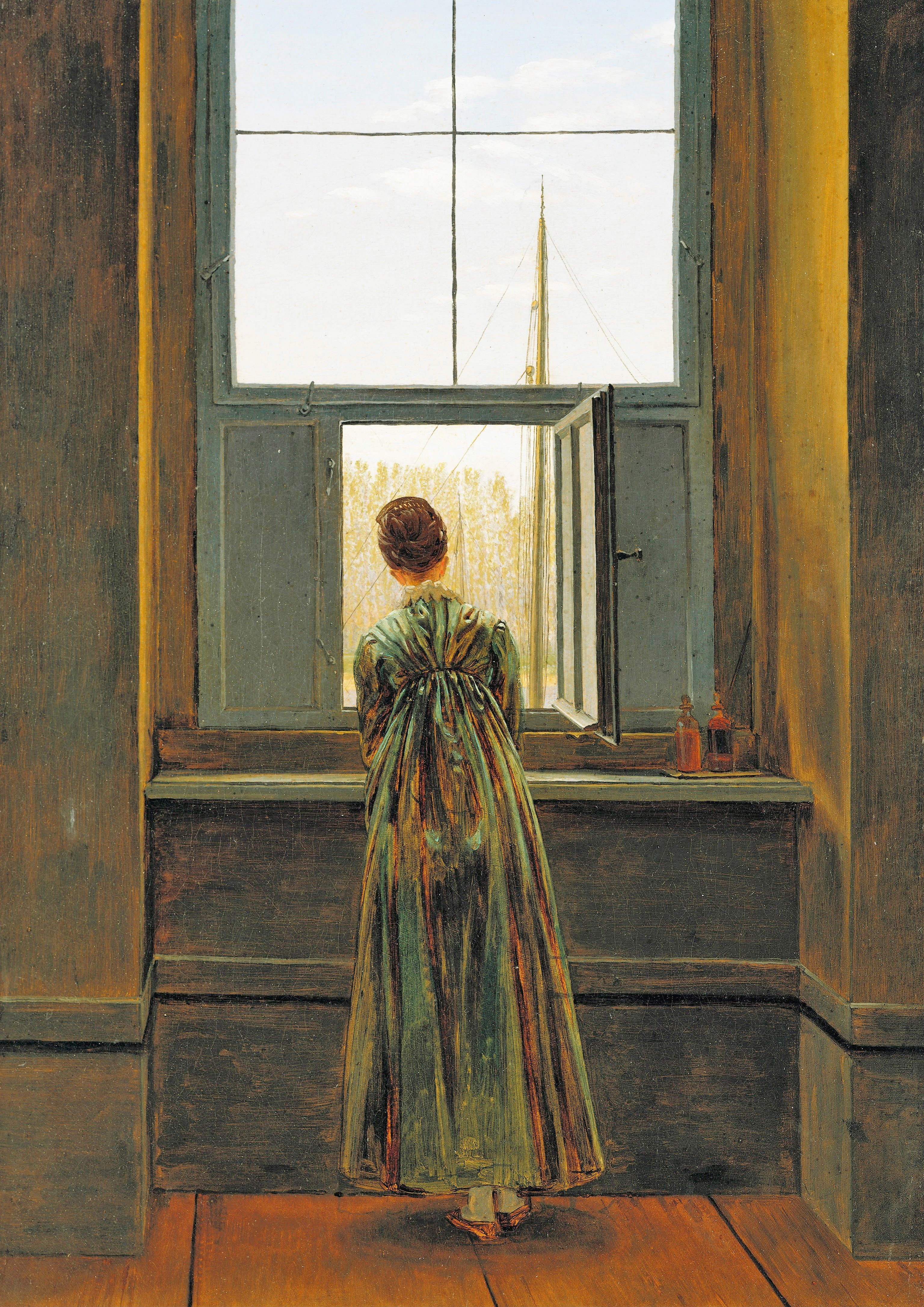
Žena u okna

- Žena u oknaŽena u okna, 1822, 44×37 cm, Nationalgalerie, Staatliche Museen zu Berlin – Preussischer Kulturbesitz, Berlín. Z hlediska námětů obraz pro Friedricha typický. Žena, obrácená k divákovi zády, je jeho manželka Caroline Bommer, s níž byl v době vzniku obrazu 4 roky ženatý. Stala se kompoziční součástí jeho obrazů několikrát. Rovněž okno svého ateliéru zobrazil v rané fázi své tvorby vícekrát. Žena pozoruje loď plující po Labi, opačný břeh vroubí topoly.

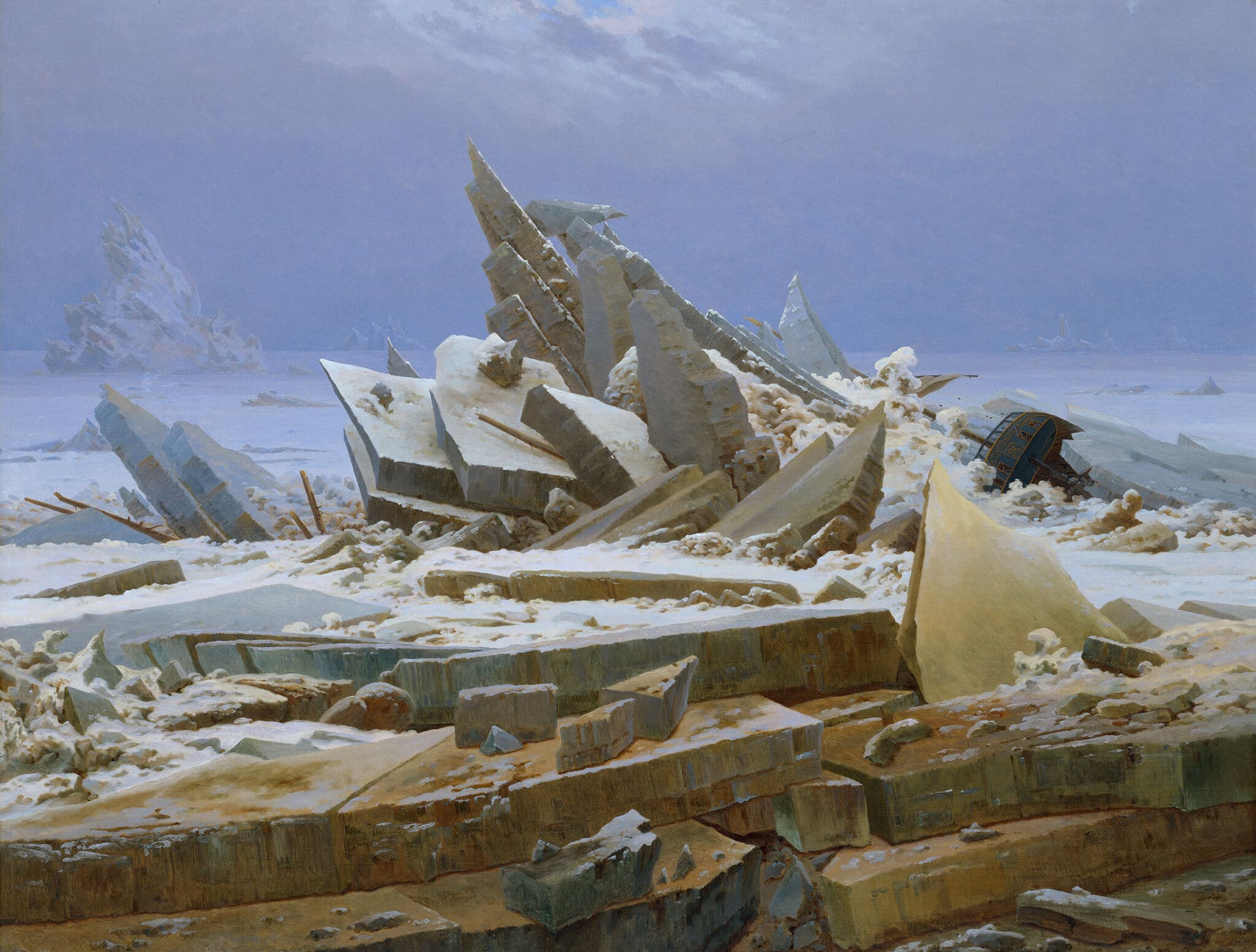
Ledové moře

- Ledové mořeLedové moře, 1823–24, Kunsthalle Hamburg. Dílo zachycuje období, kdy Friedrich žil v Drážďanech a v zimě 1820/21 tam zamrzlo Labe, což nebylo ani tehdy běžné. V ateliéru umělěc zvětšil obrysy ledových ker z olejových skic do monumentálních rozměrů a labské koryto přetvořil v polární krajinu se ztroskotanou lodí. Za Friedrichova života se však malbu nepodařilo prodat.[19]

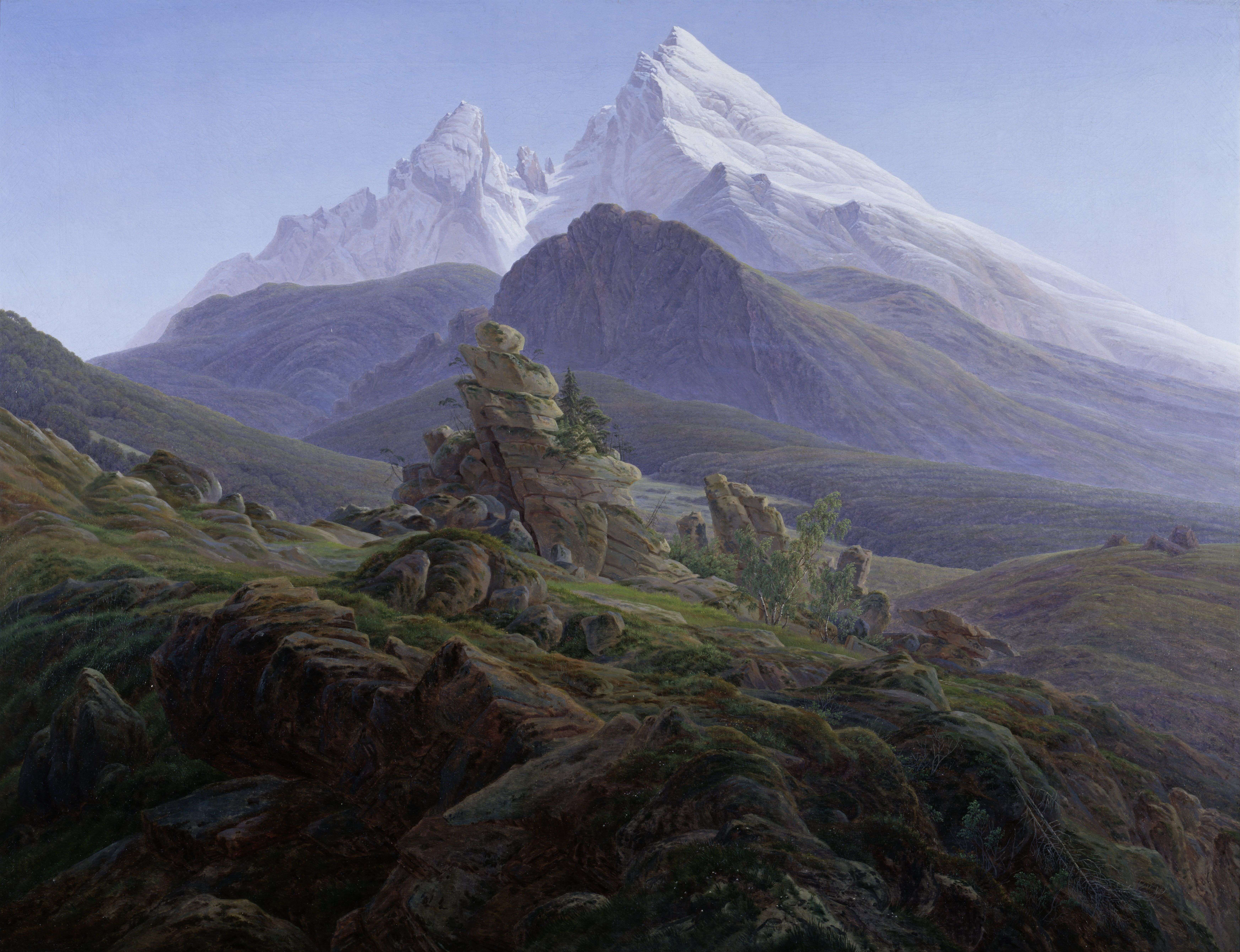
Watzmann

- WatzmannWatzmann, 1824, 135×170 cm, Nationalgalerie, Staatliche Museen zu Berlin – Preussischer Kulturbesitz, Berlín. Jedná se o rozměrově největší obraz, jaký Friedrich kdy namaloval. Watzmann je horský masiv v bavorských Alpách. Friedrich ho nemaloval z autopsie, nýbrž na základě akvarelu svého žáka Augusta Heinricha. Hora je podle Friedricha svou vznešeností blízká gotické katedrále.

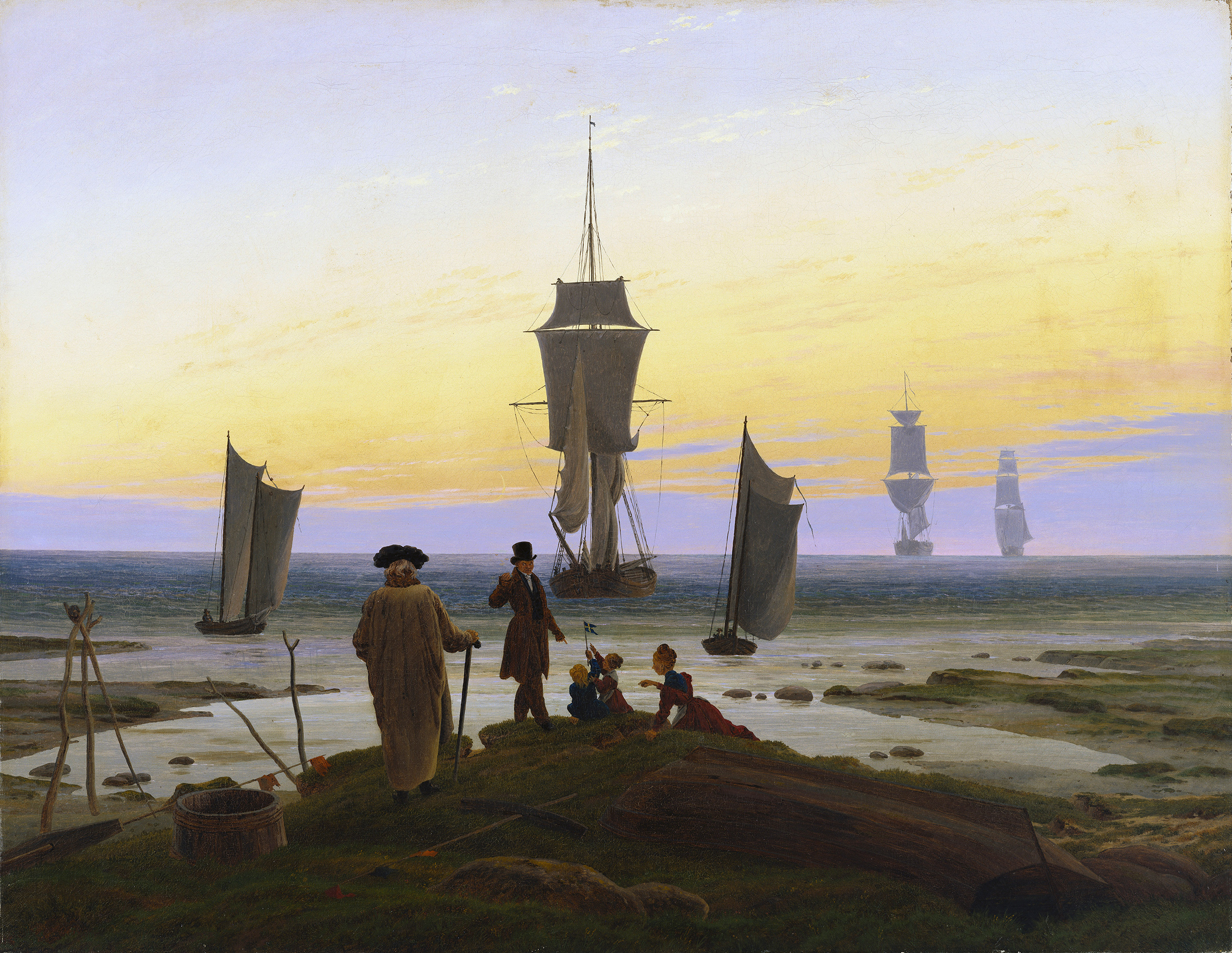
Fáze života

- Fáze životaFáze života, kolem 1835, 73×94 cm, Museum der bildenden Künste, Lipsko. Nejčastěji se obraz vykládá tak, že každé lidské postavě na obrazu odpovídá jedna loď. Starého muže na konci života, otočeného zády (zřejmě samotného Friedricha), symbolizuje mohutná plachetnice mířící ke břehu. Lodě zastupující muže a ženu, rodiče obou dětí, se plaví v dálce na moři. Dvě malé plachetnice dětí odrážejí od břehu a na moře se teprve chystají. Loď je pro Friedricha metaforou života: Konec její plavby po moři představuje smrt. Lidské postavy a lodě tvoří jednotnou koncepci obrazu založenou na symetrii a vyjadřují nevyhnutelnost jednotlivých fází života.

## Galerie

### Díla s námětem Čech

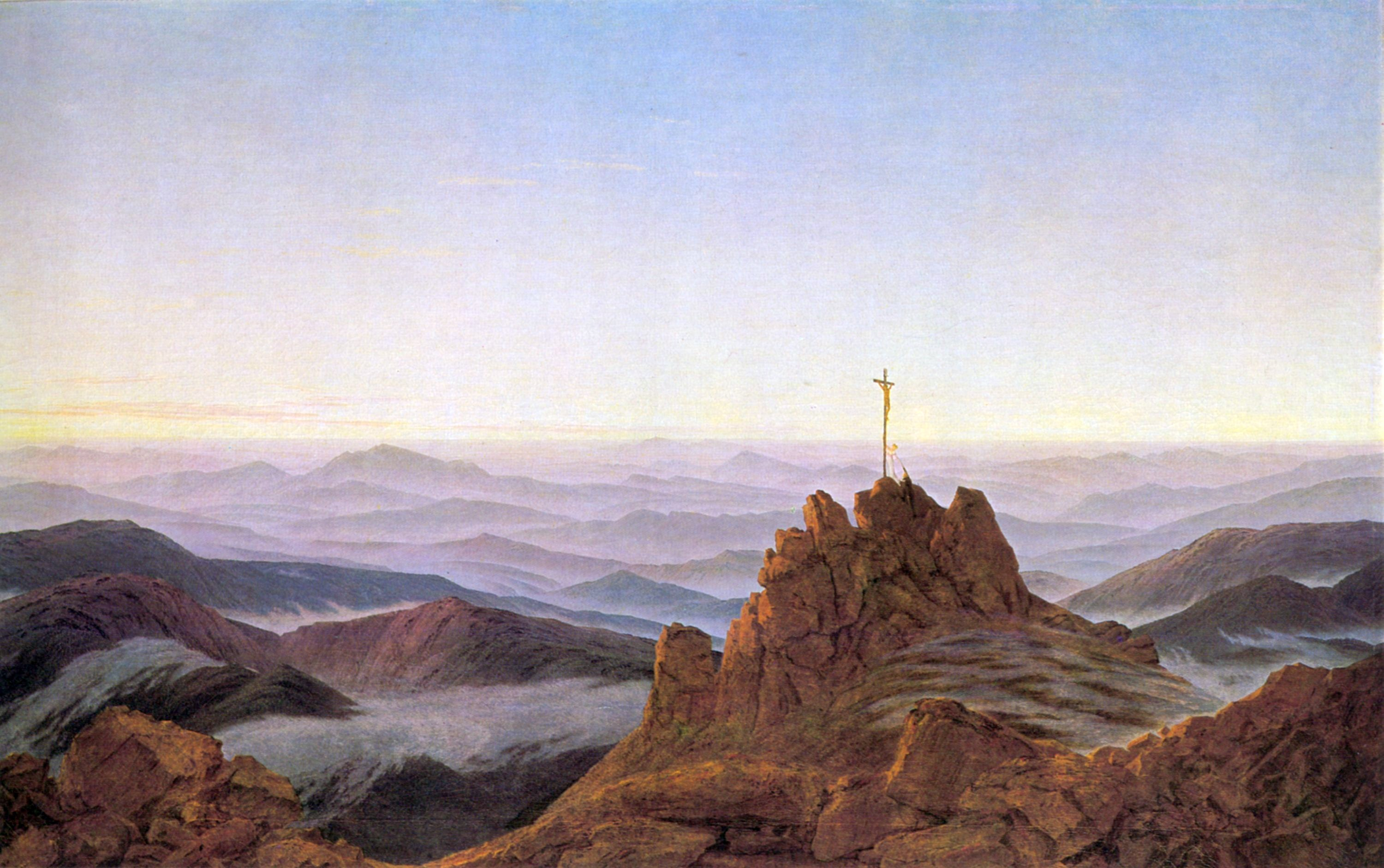
Ráno v Krkonoších
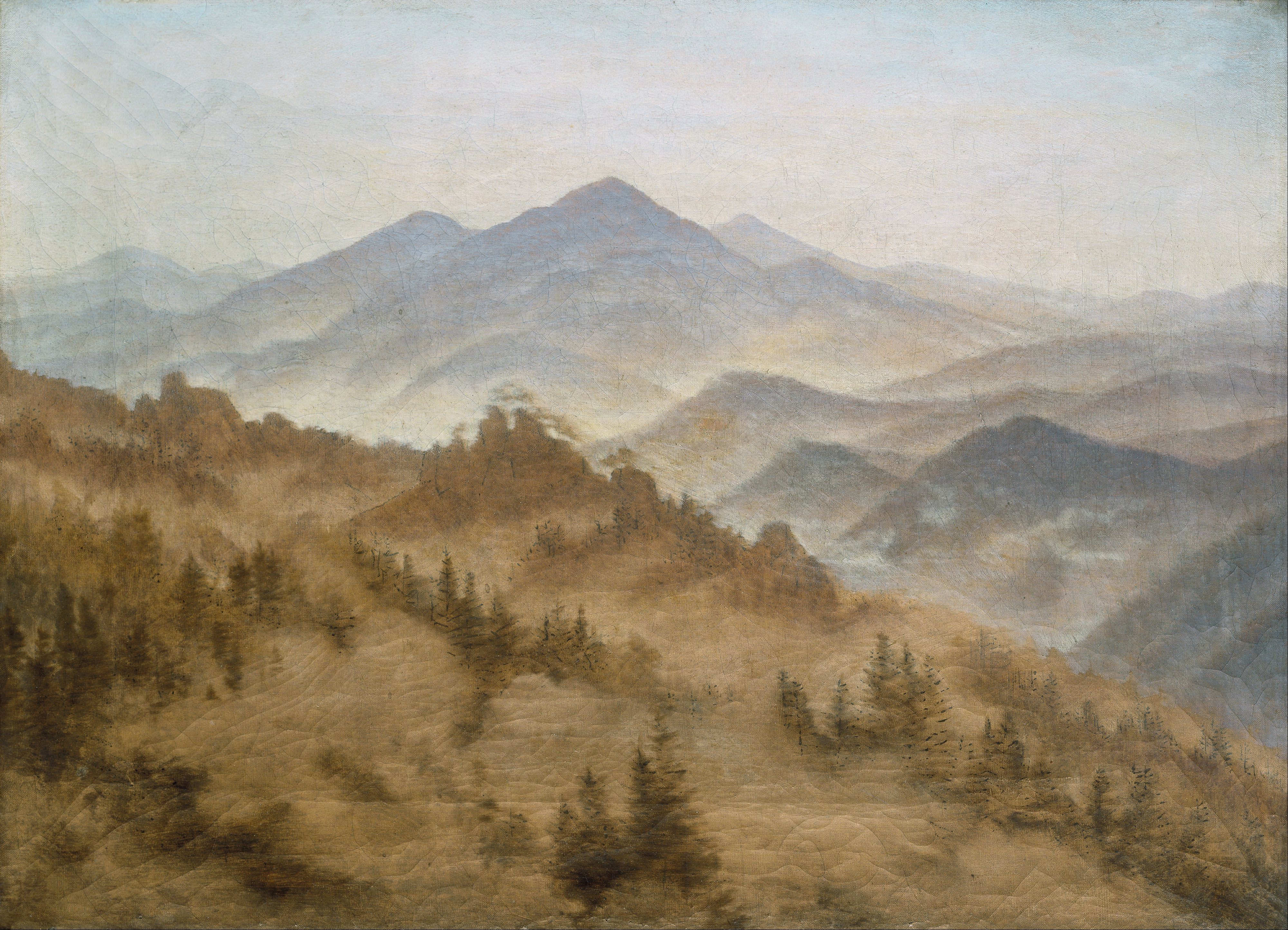
Krajina s Růžovským vrchem
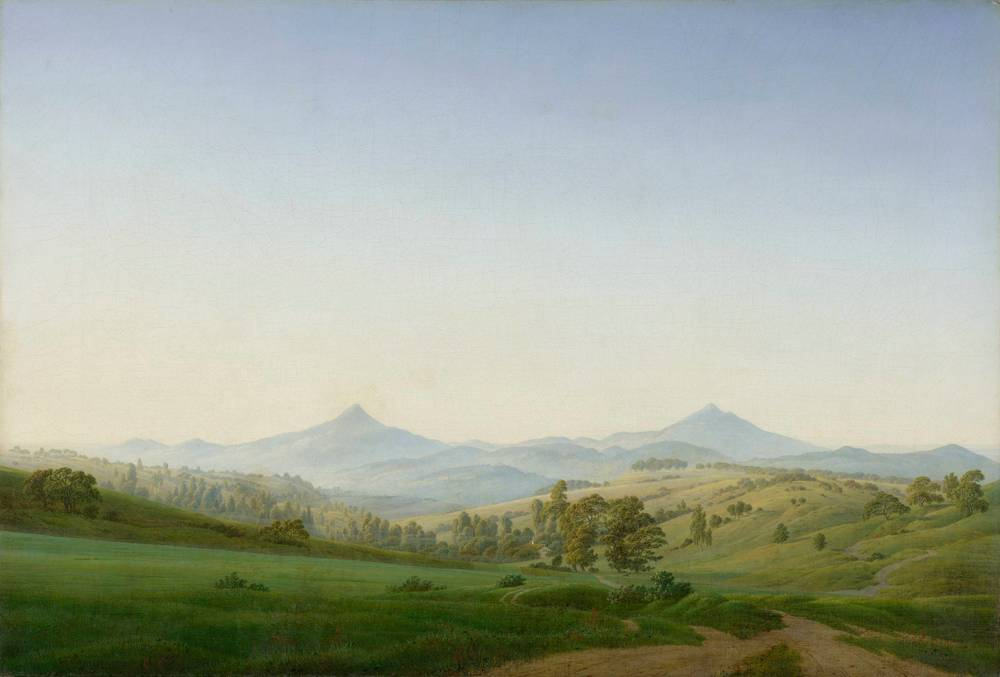
Česká krajina s Milešovkou
Krajina s duhou (Růžovský vrch)
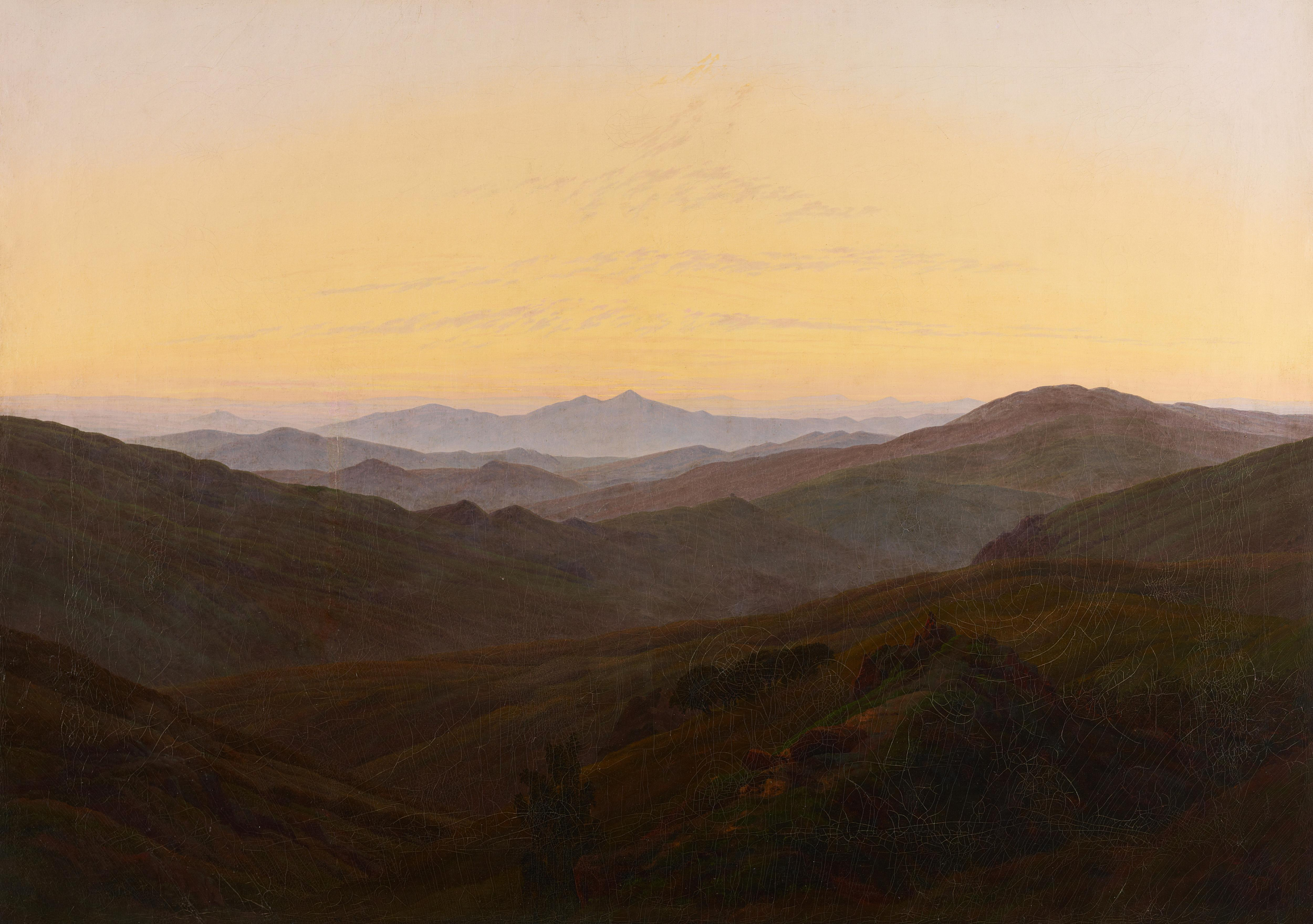
Krkonoše
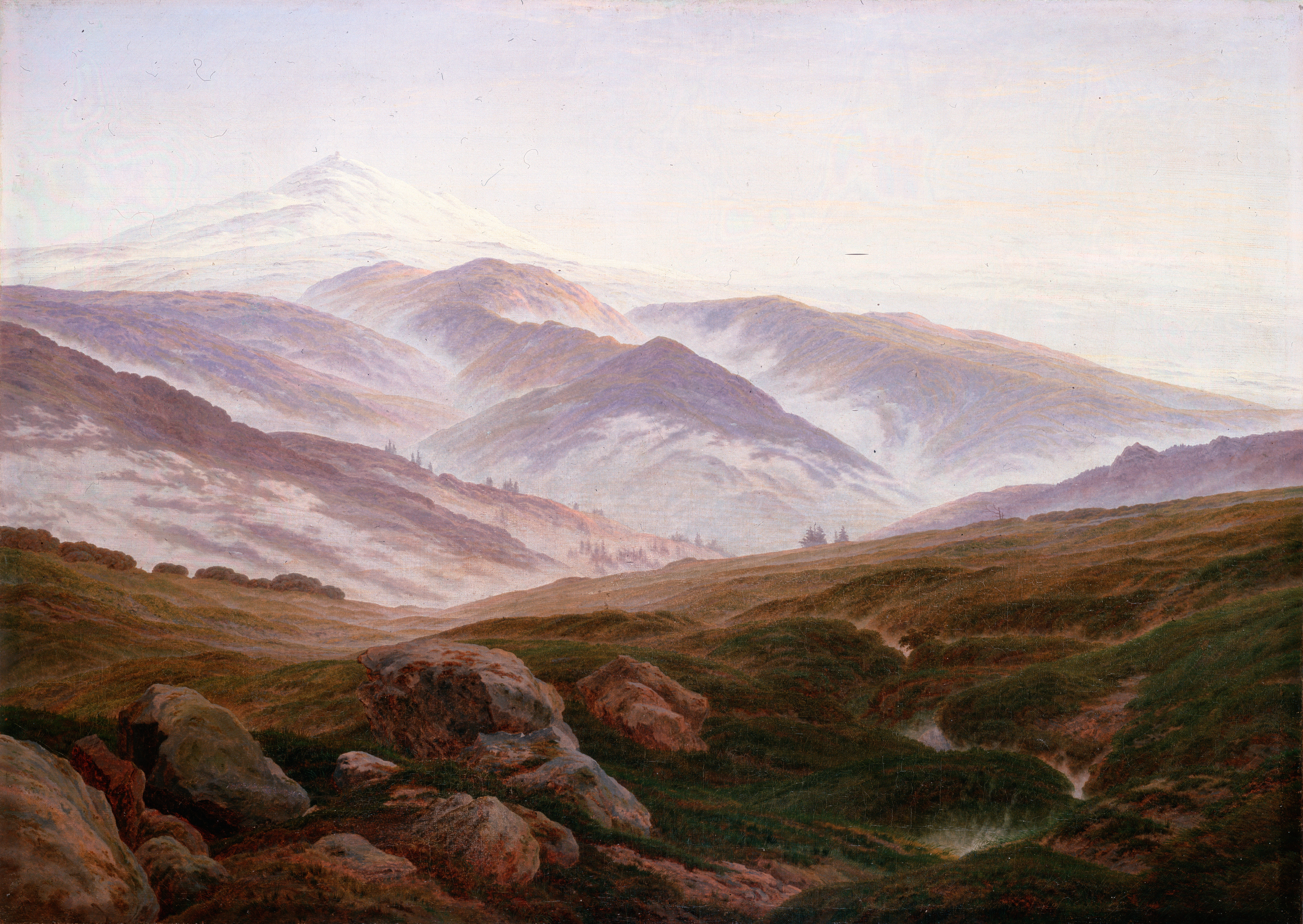
Vzpomínky na Krkonoše
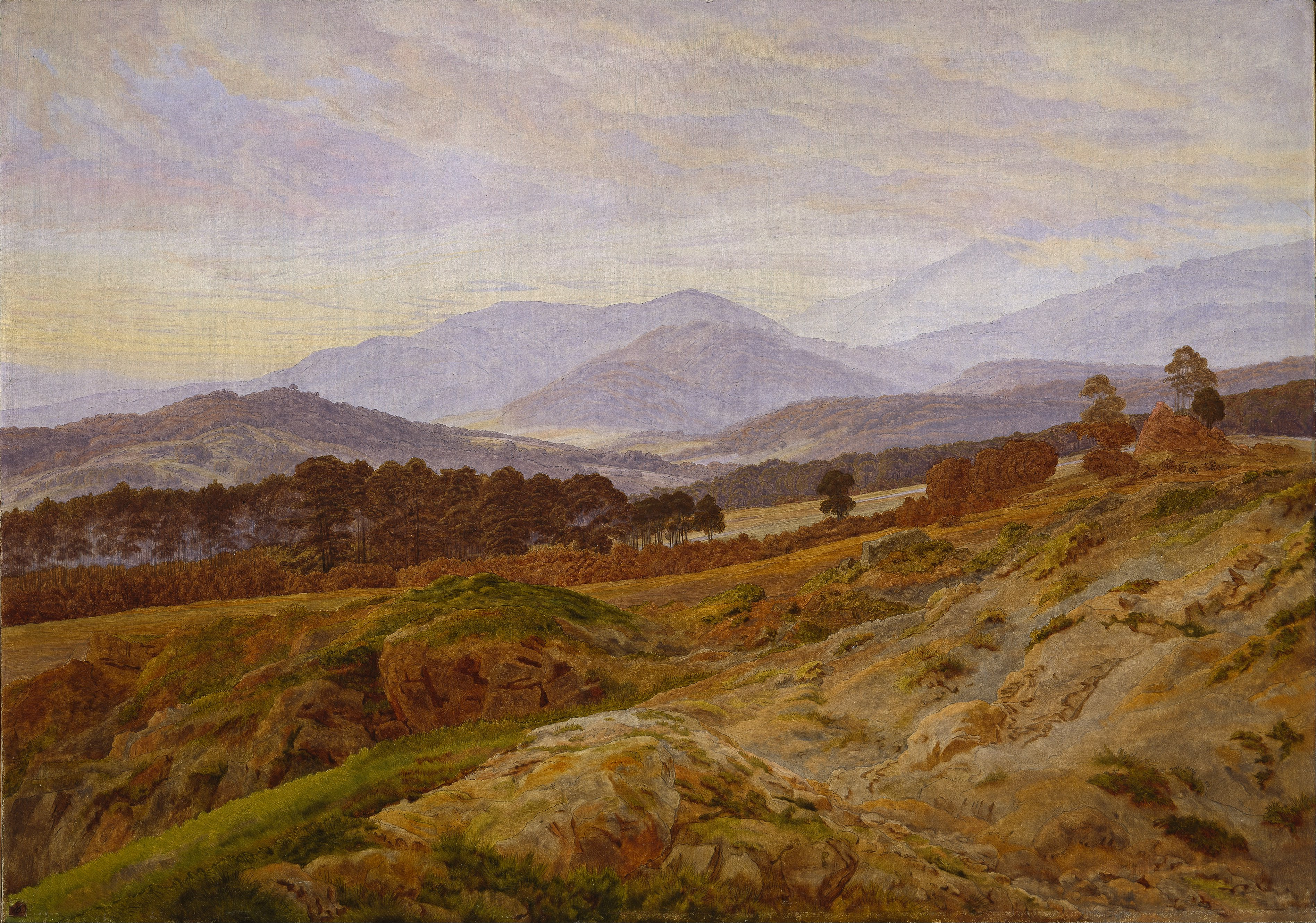
Krkonošská krajina

### Další díla

Hroby starých hrdinů, 1812
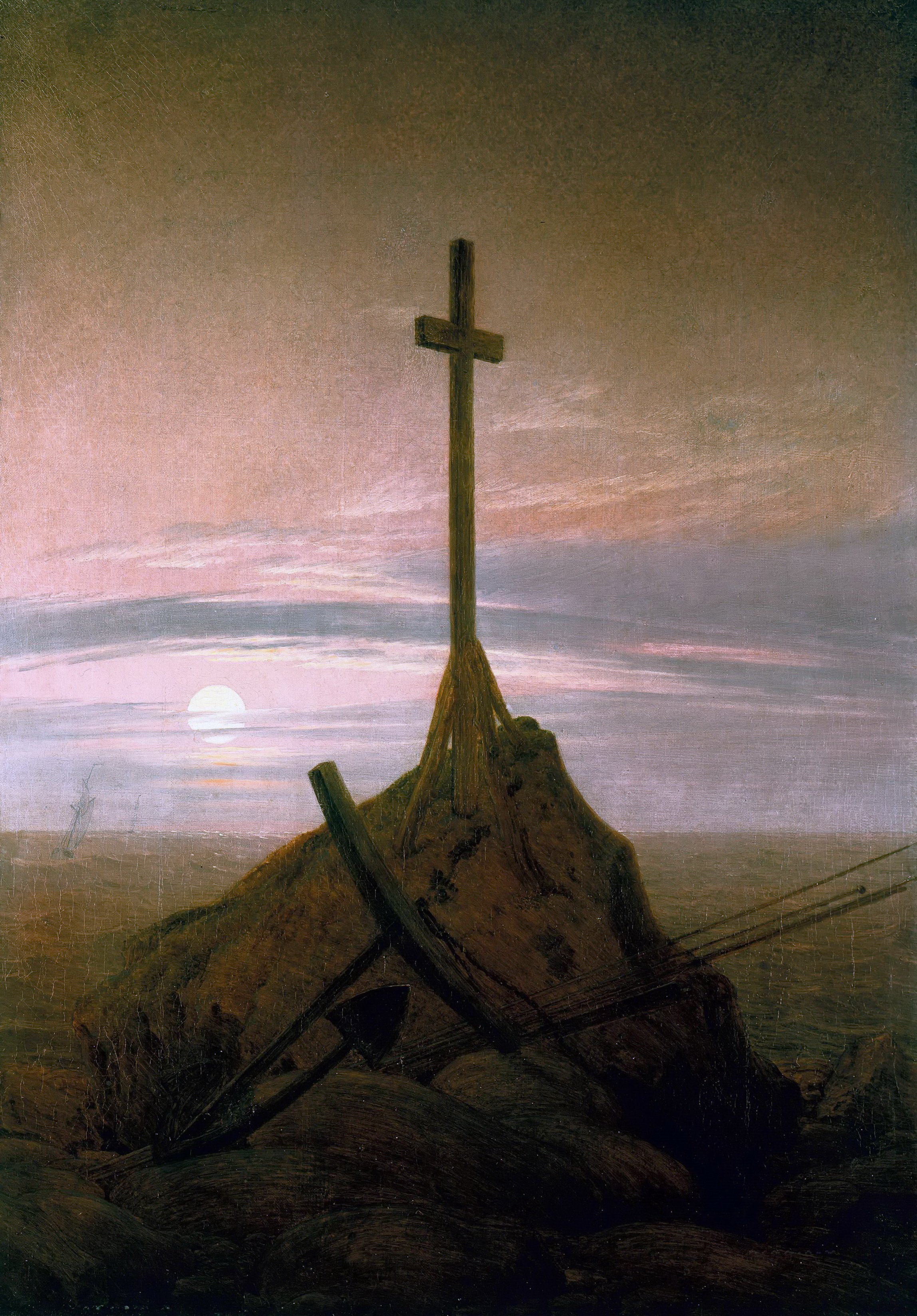
Kříž u Baltu, 1815
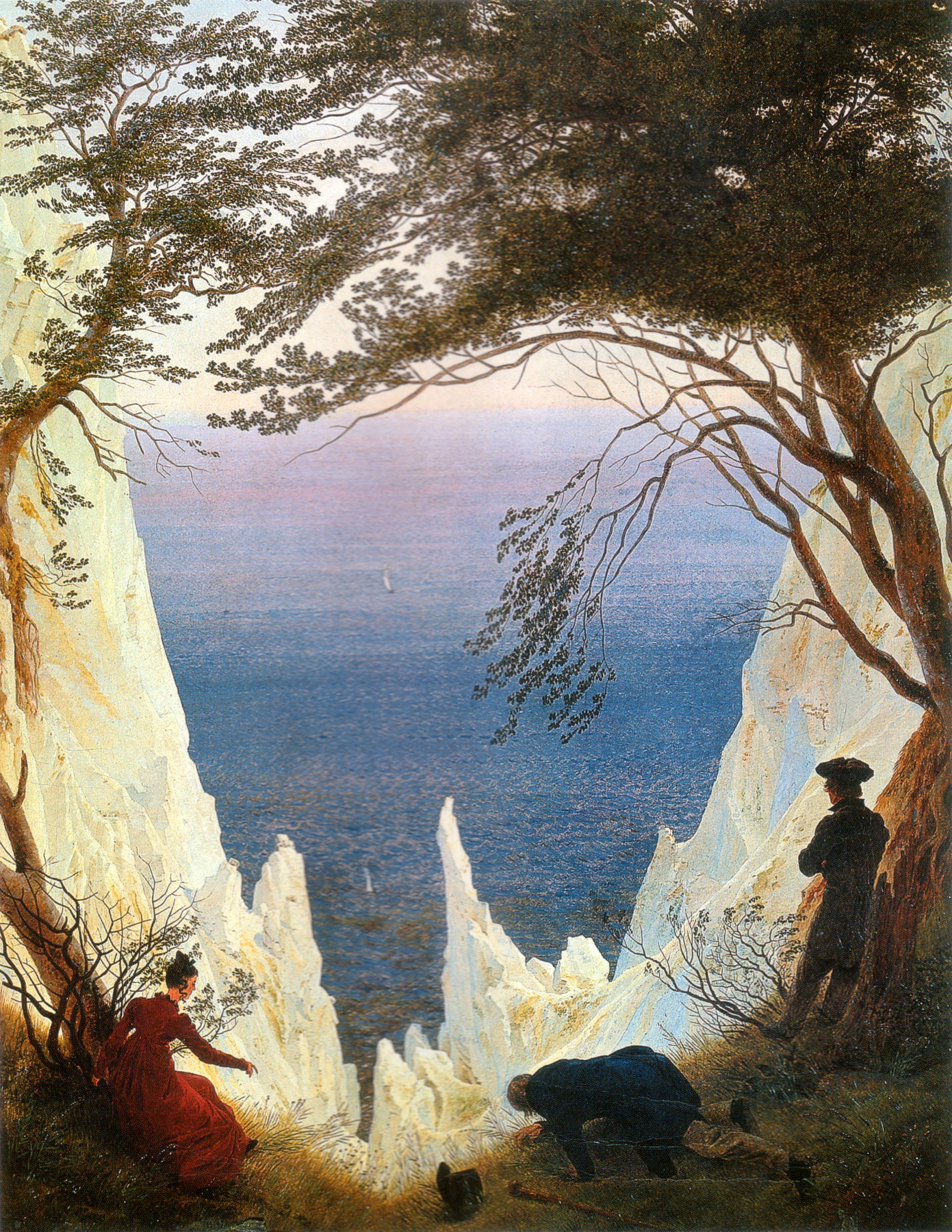
Křídové útesy na Rujáně, 1818
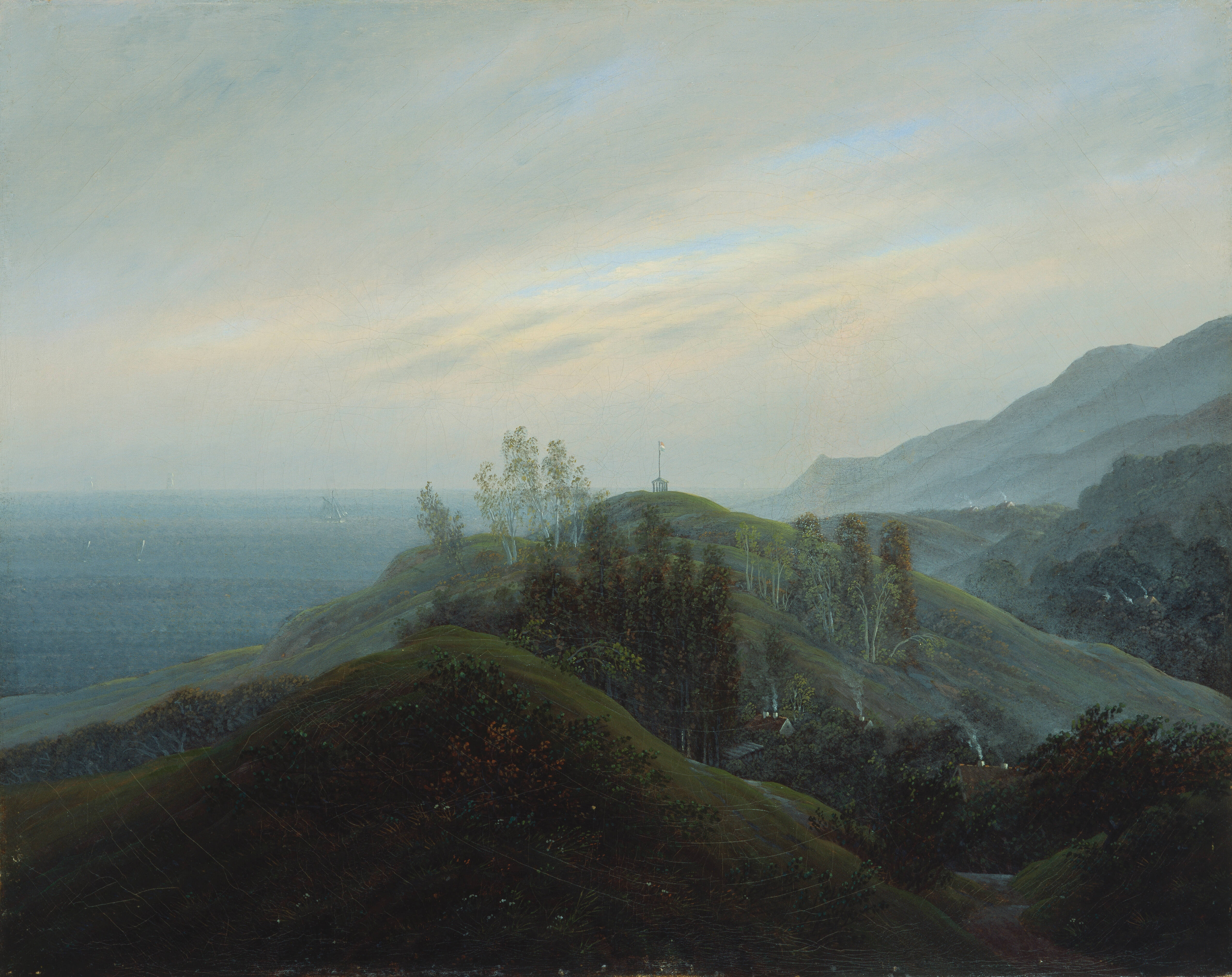
Pohled na Balt, 1820–1825
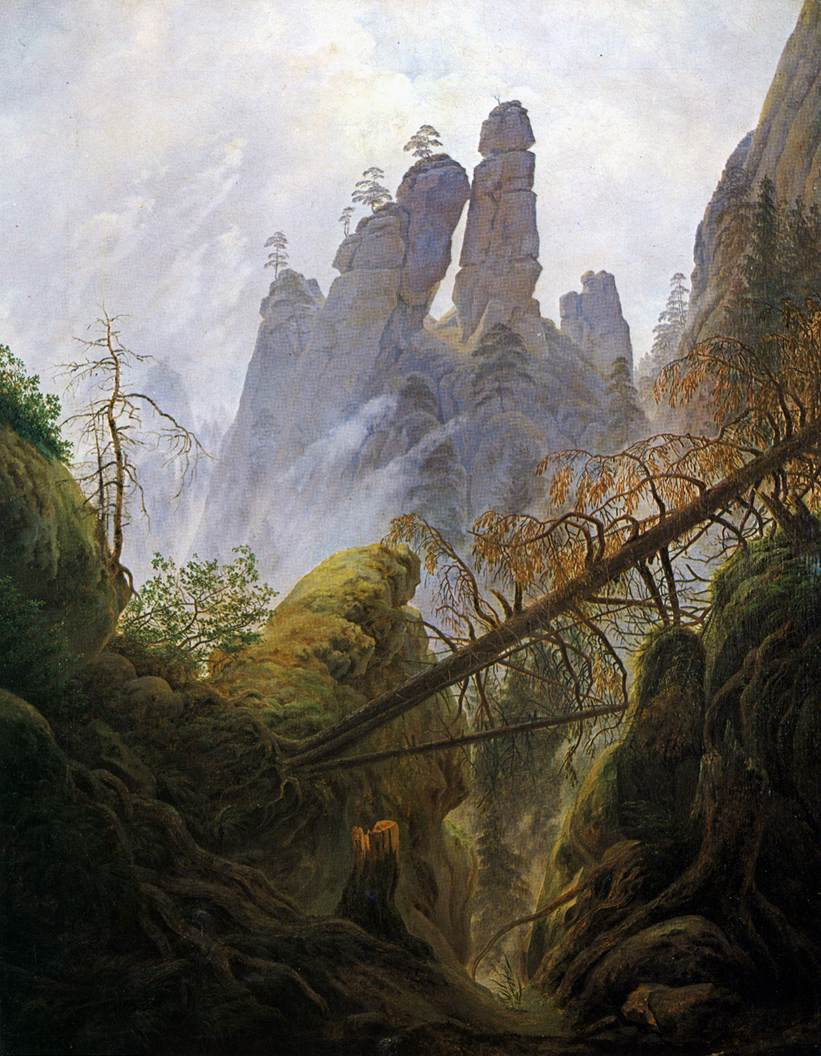
Skalní krajina v labských pískovcích, 1822–1823
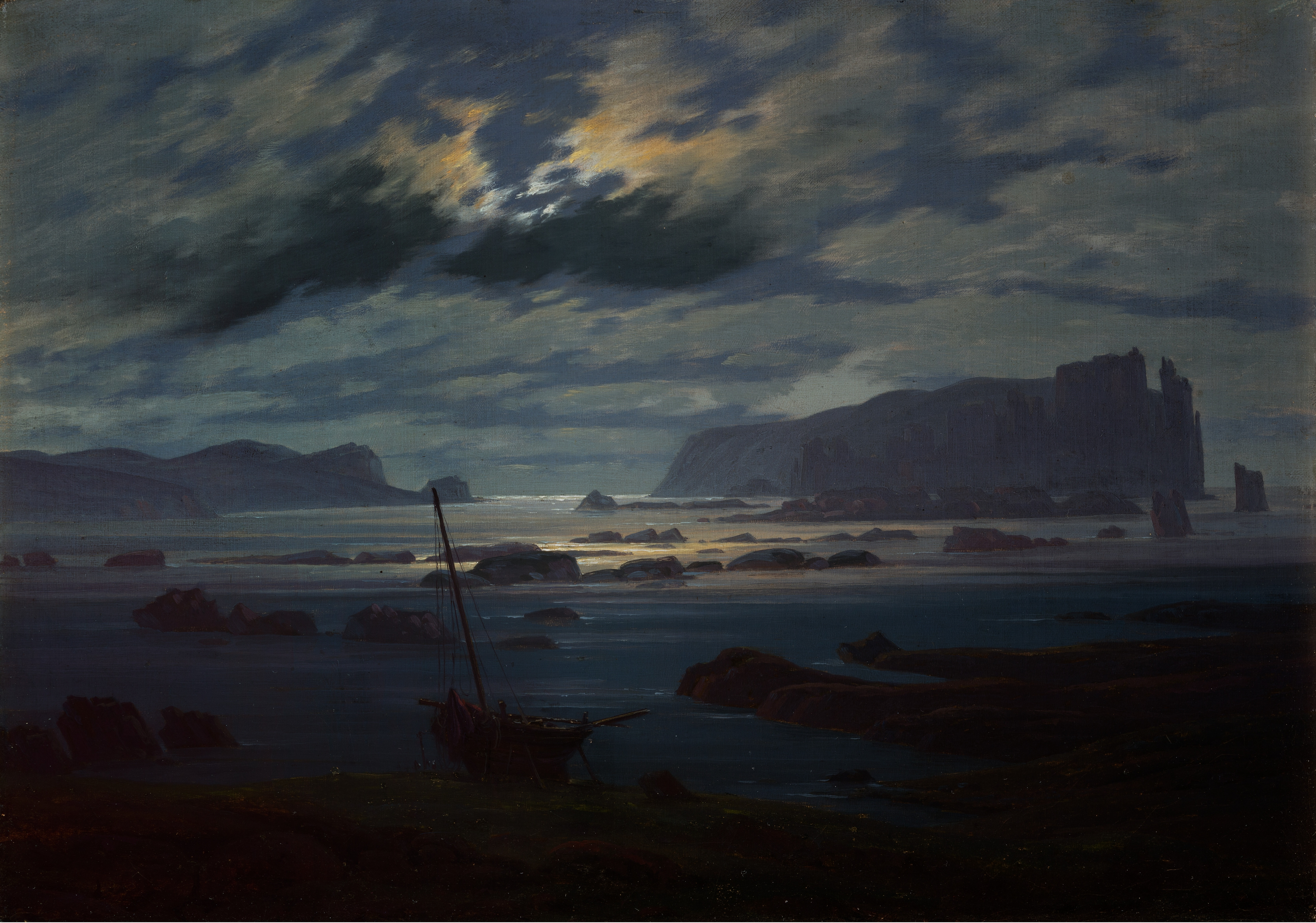
Severní moře v měsíčním svitu, 1823–1824
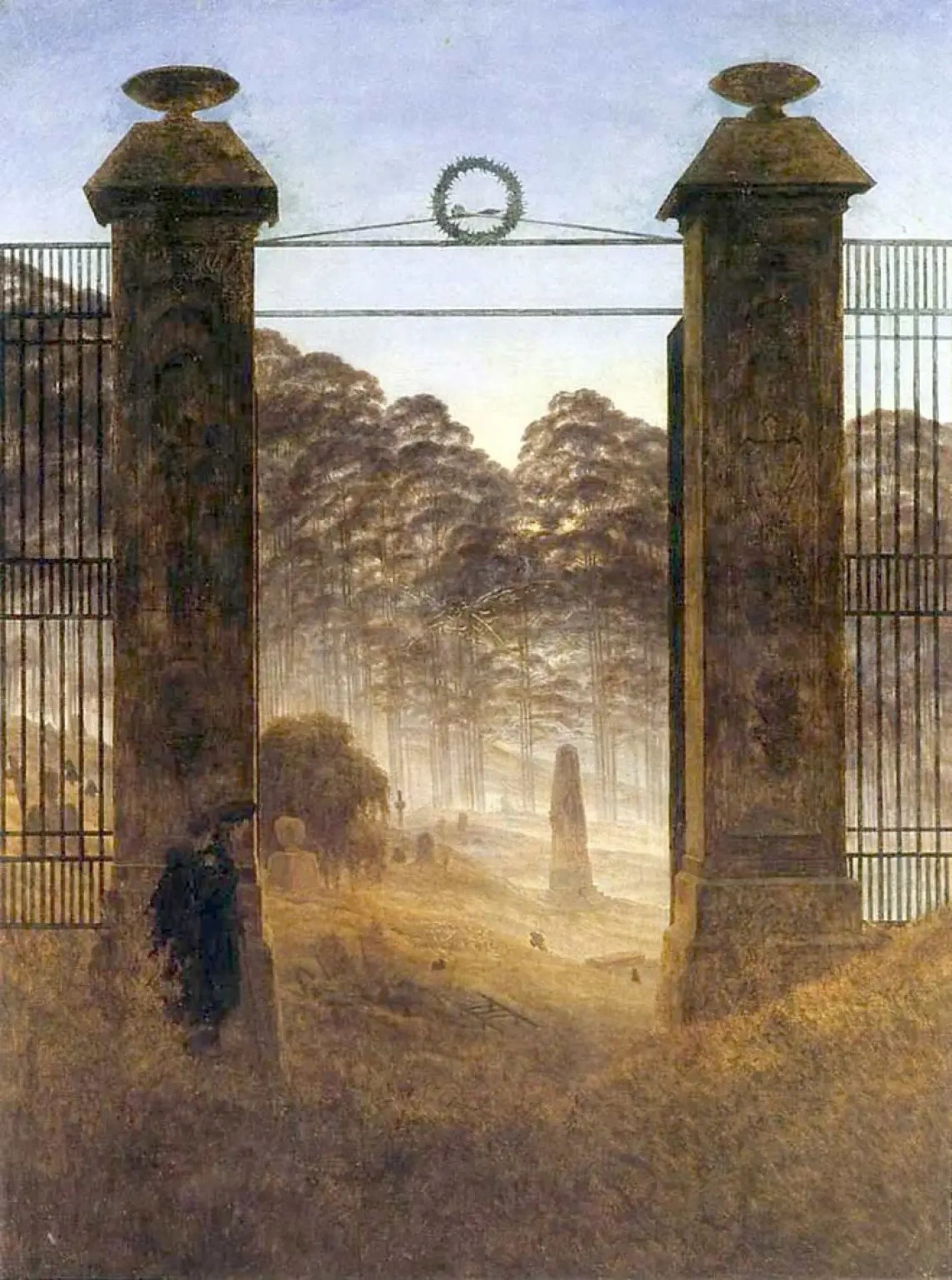
Vchod na hřbitov, 1825
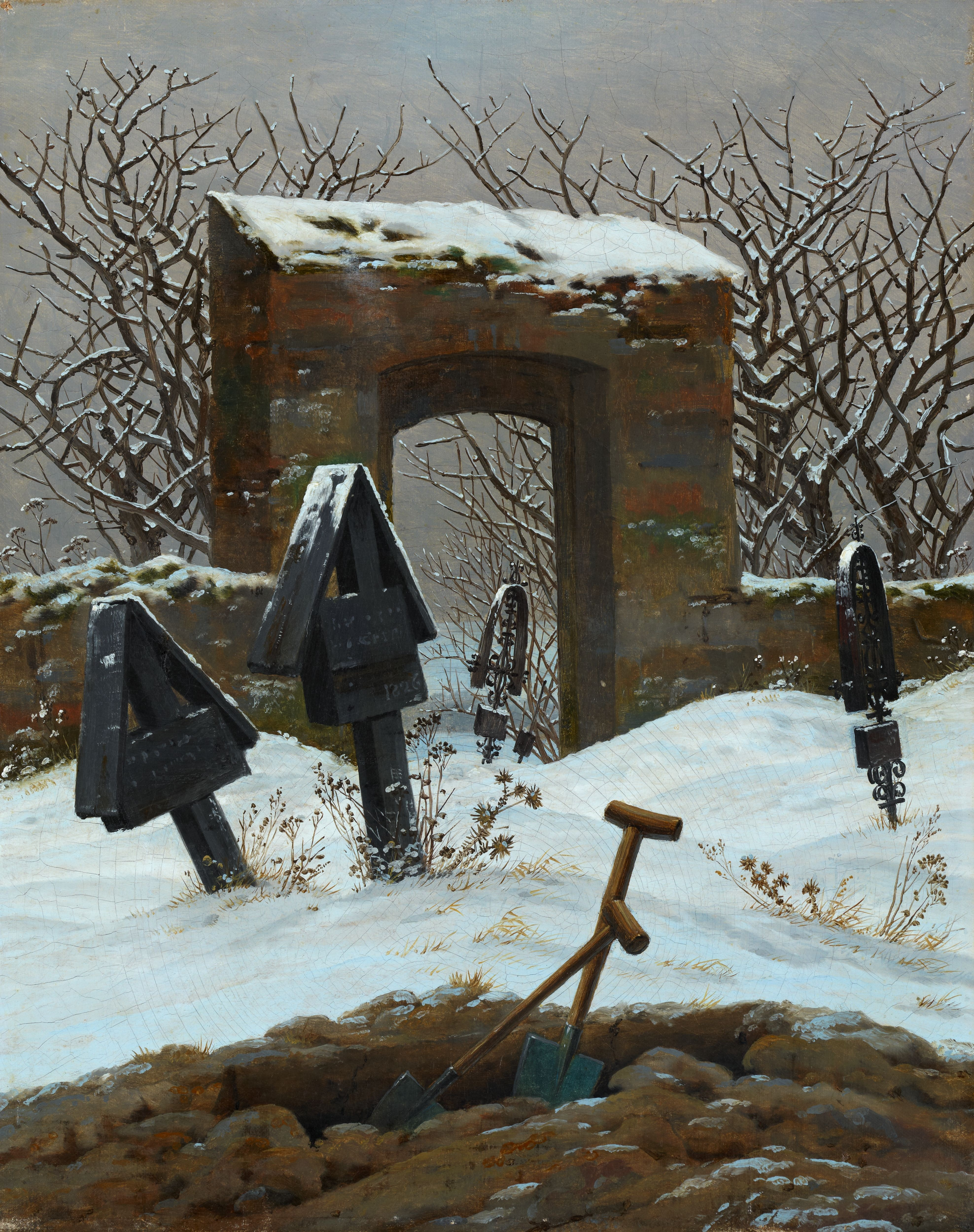
Hřbitov pod sněhovou pokrývkou, 1826
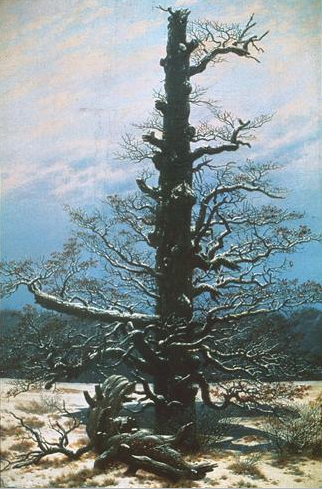
Dub na sněhu, 1829